# Lista de bens históricos de São Carlos
Esta lista de bens históricos de São Carlos consiste  numa compilação de levantamentos, governamentais e acadêmicos, dos imóveis de importância histórica e cultural de São Carlos, município do interior de São Paulo. Para informações mais detalhadas sobre parte deste imóveis, ver Arquitetura de São Carlos.

## Sobre os levantamentos

### Rocha Filho (1982)
O levantamento de Rocha Filho (1982, republicado em 2005), vinculado ao Condephaat, teve por objetivo inventariar os bens culturais de cidades do estado de São Paulo fundadas até meados do século XIX, incluindo São Carlos. Teve caráter exploratório, visando promover pesquisas posteriores mais profundas.
A área de estudo limitou-se àquela ocupada pela cidade no ano de 1940. Edifícios dos anos 1950 em diante estiveram fora do escopo do estudo.
Foram registradas informações básicas de cada edifício, como a tipologia das fachadas, das quais foi feito o registro fotográfico.
Ao todo, cerca de 110 imóveis foram documentados. Após 17 anos, o estudo foi revisitado por Fröner (1999), constatando-se a demolição ou descaracterização de cerca de 40 destes imóveis.

### Bortolucci (1991)
Em 1991, Bortolucci fez um levantamento de moradias urbanas do período cafeeiro, isto é, do início do povoamento aos anos 1930. Foram documentados 62 exemplares, de diversos extratos sociais. A autora documentou desenhos de plantas-baixas (levantamentos métricos) e fotografias externas, e também internas em alguns casos. Descreveu o volume das construções, o tipo de implantação no lote, além da disposição interna dos ambientes (programa arquitetônico).
Foram pesquisadas informações sobre os edifícios na Prefeitura Municipal, no Cartório de Imóveis, em publicações locais, e através de entrevistas com proprietários e antigos profissionais.
Reavaliando o estudo em 2017, foi constatado que, das 62 edificações originais, 23 haviam sido demolidas.

### São Carlos (2005-2016): IDIH
Entre 2002 e 2003, a Fundação Pró-Memória de São Carlos (FPMSC), órgão da prefeitura, fez um levantamento (não publicado) dos "imóveis de interesse histórico" (IDIH) da cidade, abrangendo cerca de 160 quarteirões, tendo sido analisados mais de 3 mil imóveis. Destes, 1.410 possuíam arquitetura original do final do século XIX. Entre estes, 150 conservavam suas características originais, 479 tinham alterações significativas, e 817 estavam bastante descaracterizados.
Em 2005, uma lei aprovou o desconto de IPTU para parte destes imóveis, elencados numa lista. A partir de 2006, outra lei estabeleceu a necessidade de avaliação prévia de reformas nestes imóveis, por parte da FPMSC, e também previu a publicação anual de um "Inventário de Bens Patrimoniais", com a lista de IDIH atualizada.
A lista de IDIH de 2005 continha 2 edifícios tombados (Categoria 1), 7 em processo de tombamento (Categoria 2) e cerca de 100 "edifícios que guardam suas características arquitetônicas originais"  (Categoria 3).
Nos anos seguintes, a lista foi atualizada, com a inclusão de novos imóveis, a retirada de alguns edifícios demolidos ou descaracterizados, e a correção do logradouro de alguns itens.
Em 2010, a Categoria 3 foi renomeada como "Edifícios declarados de interesse histórico e cultural", passando a contar com 150 imóveis. Em 2012, 3 edifícios foram eliminados.
Em março de 2016, foram incluídos cerca de 70 imóveis na Categoria 3. Foi também ampliado o número de IDIH fora da área central, no bairro de Vila Prado.
Em abril de 2016, a lista foi publicada, pela primeira vez, sob o título de "Inventário de Bens Patrimoniais". Nela, constavam 7 edifícios na Categoria 1, 7 na Categoria 2, e 235 na Categoria 3. Foram incluídos também dois novos grupos: "conjuntos" (Categoria 4), com nenhum imóvel; e "imóveis de interesse histórico bem preservados" (Categoria 5), com 344 edifícios. Em 2018, a lista foi republicada, com algumas alterações.
Também em 2016 foi promulgada a nova lei do Plano Diretor, na qual constam 26 "Áreas de Interesse Turístico, Histórico, Cultural e Ecológico"
(AITHCE).

### Projeto Percursos (2009-2012)

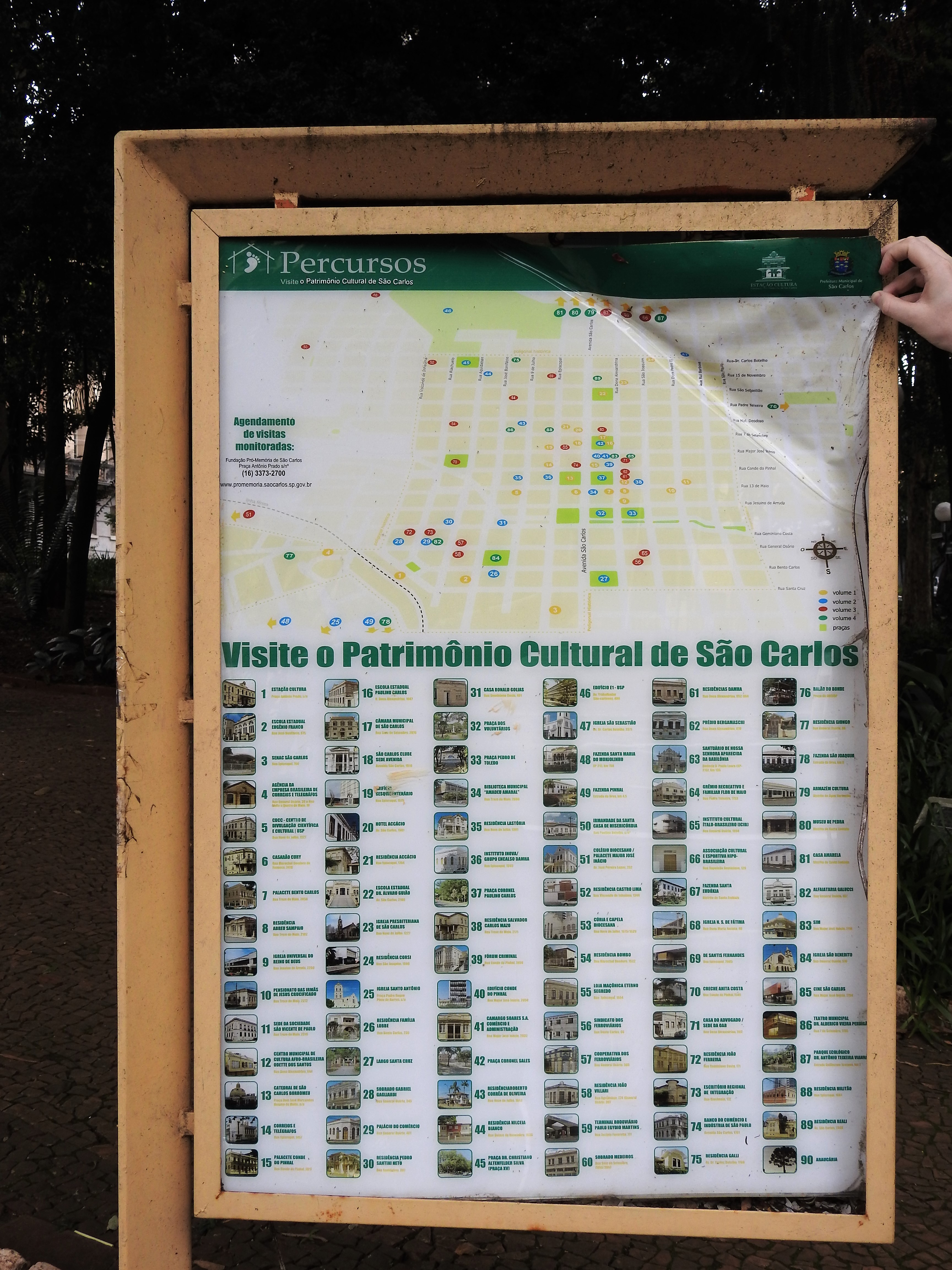
Painel com o mapa dos imóveis do projeto "Percursos", na Praça Paulino Carlos.

Criado em 2009 pela FPMSC, o projeto "Percursos" visa a educação patrimonial, através da instalação, em parte dos IDIH, de placas informativas sobre sua história e arquitetura, além de visitas monitoradas. Entre 2009 e 2012, foi feita também a publicação de quatro caixas com fichas do tipo cartão-postal, que reproduzem as informações das placas, e instalados quatro painéis, com o mapa dos imóveis, em praças da cidade. Ao todo, cerca de 90 imóveis foram contemplados pelo projeto.

### Outros
Piccini (1996) fez uma pesquisa sobre a arquitetura de moradias rurais de colonos, na Fazenda Santa Maria de Babilônia. Benincasa (2003, 2008) fez estudos sobre as fazendas do período cafeeiro na região. Mascaro (2008) fez um levantamento sobre imóveis neocoloniais da cidade, enquanto Costa (2015) e Oliveira (2015), pesquisaram residências populares de negros, no meio urbano, do período pós-abolição.

## Lista de bens
| Logradouro | Bairro | IDIH (2005) | IDIH (2010) | IDIH (2012) | IDIH (2016a) | IDIH (2016b) | Tombamento                                    | Projeto Percursos (2009-12)                    | Outros                                   |
| --- | ------ | ----------- | ----------- | ----------- | ------------ | ------------ | --------------------------------------------- | ---------------------------------------------- | ---------------------------------------- |
| ZONA URBANA |        |             |             |             |              |              |                                               |                                                |                                          |
| Aquidaban, 4 / José Bonifácio, s/n (Cia. Fiação e Tecidos, Fábrica de Tecidos Magdalena)                                                           | CT     |             | 3           |             |              | 3            |                                               |                                                |                                          |
| Aquidaban, 20, 32, 52 [possível errata] | CT     |             |             |             |              | 5            |                                               |                                                |                                          |
| Aquidaban, 72 | CT     |             |             |             | 3            | 3            |                                               |                                                |                                          |
| Aquidaban, 76 (Hotel Toscano) | CT     |             |             |             |              | 5            |                                               |                                                | Outros:                                  |
| Aquidaban, 98, 106 | CT     |             |             |             |              |              |                                               |                                                | MS, fig. 264; Descaracterizado           |
| Aquidaban, 118 | CT     |             |             |             |              |              |                                               |                                                | BT: 5; Abandonado                        |
| Aquidaban, 176 (Pousada) | CT     |             |             |             |              |              |                                               |                                                | BT: 5; Descaracterizado                  |
| Aquidaban, 196, 212 | CT     |             |             |             |              | 5            |                                               |                                                |                                          |
| Aquidaban, 274 (Residência João Villari) | CT     |             |             |             | 3            | 3            |                                               | v.3, c.58                                      |                                          |
| Aquidaban, 372 | CT     |             |             |             |              | 5            |                                               |                                                |                                          |
| Aquidaban, 397 (Residência Santini) | CT     | 3           | 3           |             |              | 3            |                                               | v.2, c.30                                      | BT: 4                                    |
| Aquidaban, 413, 421, 427, 435 | CT     |             |             |             |              | 5            |                                               |                                                |                                          |
| Aquidaban, 480a | CT     | 3           | 3           |             |              |              |                                               |                                                |                                          |
| Aquidaban, 490, 518, 692, 931, 963, 1060, 1070, 1243                                                                                               | CT     |             |             |             |              | 5            |                                               |                                                |                                          |
| Aquidaban, 1269 [possível errata] | CT     |             |             |             |              |              |                                               |                                                | Outros:                                  |
| Aquidaban, 1352, 1358 | CT     |             |             |             |              | 5            |                                               |                                                |                                          |
| Aquidaban, 1472 (D.E.R.) | CT     |             |             |             |              | 5            |                                               |                                                |                                          |
| Bento Carlos, 10 [possível errata] | CT     | 3           | 3           |             |              | 3            |                                               |                                                |                                          |
| Bento Carlos, 72 (Hugo Dornfeld) | CT     |             |             |             |              | 5            |                                               |                                                |                                          |
| Bento Carlos, 120 (Pousada) | CT     |             |             |             |              | 5            |                                               |                                                |                                          |
| Bento Carlos, 129 | CT     |             |             |             |              | 5            |                                               |                                                | BT: 2                                    |
| Bento Carlos, 140 | CT     |             |             |             |              | 5            |                                               |                                                |                                          |
| Bento Carlos, 151 | CT     |             |             |             |              |              |                                               |                                                | BT: 2; Demolido                          |
| Bento Carlos, 185 (Loja Fiochi) | CT     | 3           | 3           |             |              | 3            |                                               |                                                |                                          |
| Bento Carlos, 230 (Residência Lobbe) | CT     | 3           | 3           |             |              | 3            |                                               | v.2, c.26                                      |                                          |
| Bento Carlos, 244 [errata, referido por BT como 241 em algumas pp.]                                                                                | CT     |             |             |             |              |              |                                               |                                                | BT: 3; Demolido                          |
| Bento Carlos, 327 | CT     |             |             |             |              |              |                                               |                                                | BT: 2; Demolido                          |
| Bento Carlos, 460, 474, 488 | CT     |             |             |             |              |              |                                               |                                                | Outros:                                  |
| Bento Carlos, 519 (Casa do Pão de Queijo, Banco BMG)                                                                                               | CT     | 3           |             |             |              |              |                                               |                                                | BT: 3;                                   |
| Bento Carlos, 591 | CT     |             |             |             |              |              |                                               |                                                | BT: 5; Demolido                          |
| Bento Carlos, 628 | CT     |             |             |             |              |              |                                               |                                                | BT: 2; Demolido                          |
| Bento Carlos, 663 (Sindicato dos Ferroviários) | CT     | 3           | 3           |             |              | 3            |                                               | v.3, c.56                                      |                                          |
| Bento Carlos, 683 | CT     |             |             |             |              |              |                                               |                                                | BT: 2; Demolido                          |
| Bento Carlos, 694 | CT     |             |             |             |              | 5            |                                               |                                                |                                          |
| Bento Carlos, 721 | CT     |             |             |             |              |              |                                               |                                                | BT: 2; Demolido                          |
| Bento Carlos, 799 | CT     |             |             |             |              | 5            |                                               |                                                |                                          |
| Bernardino de Campos, 373 (Indústria Schutzer) | CT     |             |             |             |              | 5            |                                               |                                                |                                          |
| Cândido Padim, 190 | CT     |             |             |             |              | 5            |                                               |                                                |                                          |
| Cândido Padim, 215 [possível errata] | CT     |             |             |             |              | 5            |                                               |                                                |                                          |
| Cândido Padim, 243, 251 | CT     |             |             |             | 3            | 3            |                                               |                                                |                                          |
| Comendador Alfredo Maffei, s/n (Mercado ou Praça Santos Dumont)                                                                                    | CT     | 3           |             |             |              |              |                                               |                                                |                                          |
| Comendador Alfredo Maffei, s/n (Praça Pedro de Toledo ou da Piscina Municipal)                                                                     | CT     | 3           |             |             |              |              |                                               | v.2, c.33                                      |                                          |
| Comendador Alfredo Maffei, s/n (Praça dos Voluntários)                                                                                             | CT     | 3           |             |             |              |              |                                               | v.2, c.32                                      |                                          |
| Conde do Pinhal, 546 [errata, cf. Riachuelo, 546]                                                                                                  | CT     | 3           |             |             |              |              |                                               |                                                |                                          |
| Conde do Pinhal, 1549 (Creche Anita Costa) | CT     |             | 3           |             |              | 3            |                                               | v.3, c.70                                      | MS, p. 400-401                           |
| Conde do Pinhal, 1635 | CT     |             |             |             |              | 5            |                                               |                                                |                                          |
| Conde do Pinhal, 1708 | CT     |             |             |             |              |              |                                               |                                                | BT: 2                                    |
| Conde do Pinhal, 1742, 1762 | CT     |             |             |             |              | 5            |                                               |                                                |                                          |
| Conde do Pinhal, 1831 | CT     |             |             |             | 3            | 3            |                                               |                                                |                                          |
| Conde do Pinhal, 1832 | CT     |             |             |             |              | 5            |                                               |                                                |                                          |
| Conde do Pinhal, 1833 | CT     |             |             |             | 3            | 3            |                                               |                                                |                                          |
| Conde do Pinhal, 1851 | CT     |             |             |             | 3            | 3            |                                               |                                                |                                          |
| Conde do Pinhal, 1909 (Edifício Satélite) | CT     |             |             |             |              | 5            |                                               |                                                |                                          |
| Conde do Pinhal, 1927 (AEASC, Resid. Alderico Vieira Perdigão, Resid. Alencar da Cruz Leite)                                                       | CT     |             |             |             |              |              |                                               |                                                | BT: 3; Outros: Demolido                  |
| Conde do Pinhal, 1959 [= 2061] (Fórum) | CT     |             |             |             |              |              |                                               | v.2, c.39                                      |                                          |
| Conde do Pinhal, 2017 (Palacete Conde do Pinhal)                                                                                                   | CT     | 1           | 1           |             |              | 1            | Condephaat (1978)                             | v.1, c.15                                      | RF: T5, IP, IT                           |
| Conde do Pinhal, 2025 (Palacete Conde do Pinhal)                                                                                                   | CT     |             |             |             |              | 5            |                                               |                                                | BT: 1                                    |
| Conde do Pinhal, 2041 (Procuradoria do Estado, antiga Delegacia de Saúde)                                                                          | CT     | 3           |             |             |              |              |                                               |                                                | Descaracterizado                         |
| Conde do Pinhal, 2061 (Fórum) | CT     | 3           | 3           |             |              | 3            |                                               |                                                |                                          |
| Conde do Pinhal, 2118 (Banco) | CT     |             |             |             |              | 5            |                                               |                                                |                                          |
| Conde do Pinhal, 2187 (Pensão, antigo Sesc) | CT     |             |             |             |              |              |                                               |                                                | RF: T10; Outros:; Demolido               |
| Conde do Pinhal, 2190 | CT     |             |             |             |              | 5            |                                               |                                                |                                          |
| Conde do Pinhal, 2214 (Prohab) | CT     |             |             |             |              | 5            |                                               |                                                |                                          |
| Conde do Pinhal, 2289 | CT     |             |             |             |              |              |                                               |                                                | BT: 5; Demolido                          |
| Conde do Pinhal, 2292 | CT     |             |             |             |              |              |                                               |                                                | RF: T3, IP; Demolido                     |
| Conde do Pinhal, 2333 (Villa Verde) | CT     |             |             |             |              |              |                                               |                                                | RF: T10                                  |
| Conde do Pinhal, 2352 | CT     |             |             |             |              | 5            |                                               |                                                | RF: T10                                  |
| Conde do Pinhal, 2375 | CT     |             |             |             |              |              |                                               |                                                | BT: 5; Demolido                          |
| Conde do Pinhal, 2417 | CT     |             |             |             |              |              |                                               |                                                | RF: T8; BT: 5; Demolido                  |
| Conde do Pinhal, 2471 | CT     |             |             |             |              | 5            |                                               |                                                |                                          |
| Conde do Pinhal, 2485 (Residência Censoni) | CT     | 3           | 3           |             |              | 3            |                                               |                                                | RF: T10; Outros:; Abandonado             |
| Conde do Pinhal, 2486 (Residência Penteado) | CT     | 3           | 3           |             |              | 3            |                                               |                                                | RF: T10, IP; Outros:; Abandonado         |
| Conde do Pinhal, 2539, 2553 | CT     |             |             |             |              | 5            |                                               |                                                |                                          |
| Coronel José Augusto de Oliveira Sales, s/n (Casa de dona Geralda, Barraco da Gegê)                                                                | VI     |             |             |             |              |              |                                               |                                                | CS, p. 106, 112-3, 130-133; Outros:      |
| Dom Pedro II, 446, 452, 453, 650, 742, 953, 1044, 1047, 1052, 1058, 1126                                                                           | CT     |             |             |             |              | 5            |                                               |                                                |                                          |
| Dom Pedro II, 1160 | CT     |             |             |             | 3            | 3            |                                               |                                                |                                          |
| Dom Pedro II, 1163 | CT     |             |             |             |              | 5            |                                               |                                                |                                          |
| Dom Pedro II, 1168 | CT     |             |             |             | 3            | 3            |                                               |                                                |                                          |
| Dom Pedro II, 1230 | CT     |             | 3           |             |              | 3            |                                               |                                                | Abandonado                               |
| Dom Pedro II, 1268, 1284, 1474 | CT     |             |             |             |              | 5            |                                               |                                                |                                          |
| Dom Pedro II, 1749 | CT     |             |             |             |              | 5            |                                               |                                                | Demolido                                 |
| Dona Alexandrina, 276 | CT     |             |             |             |              | 5            |                                               |                                                | Demolido                                 |
| Dona Alexandrina, 398 | CT     |             |             |             |              |              |                                               |                                                | RF: T7; BT: 5                            |
| Dona Alexandrina, 400 (Escola de Cabeleireiros) | CT     |             |             |             |              |              |                                               |                                                | RF: T7                                   |
| Dona Alexandrina, 494 | CT     |             |             |             |              |              |                                               |                                                | RF: T3; Demolido                         |
| Dona Alexandrina, 504 | CT     |             |             |             |              |              |                                               |                                                | RF: T2; Demolido                         |
| Dona Alexandrina, 604 | CT     |             |             |             |              |              |                                               |                                                | RF: T10; Demolido                        |
| Dona Alexandrina, 760 / Jesuíno de Arruda, [2227] (Esquina da Abasc)                                                                               | CT     |             |             |             |              |              |                                               |                                                | BT: 1; Demolido                          |
| Dona Alexandrina, 761 | CT     |             |             |             | 3            | 3            |                                               |                                                |                                          |
| Dona Alexandrina, 781 | CT     |             |             |             | 3            | 3            |                                               |                                                |                                          |
| Dona Alexandrina, 793 (Justiça Federal) | CT     |             |             |             |              |              |                                               |                                                | RF: T11; Demolido                        |
| Dona Alexandrina, 844 (Centro Odette dos Santos)                                                                                                   | CT     |             | 3           |             |              | 3            |                                               | v.1, c.12                                      |                                          |
| Dona Alexandrina, 852, 864 | CT     |             | 3           |             |              | 3            |                                               |                                                |                                          |
| Dona Alexandrina, 876 | CT     |             | 3           |             |              | 3            |                                               |                                                |                                          |
| Dona Alexandrina, 878 (Prédio Bergamaschi) | CT     |             | 3           |             |              | 3            |                                               | v.3, c.62                                      |                                          |
| Dona Alexandrina, 991, 993 | CT     |             | 3           |             |              |              |                                               |                                                |                                          |
| Dona Alexandrina, 992 (Casa do Advogado) | CT     |             | 3           |             |              | 3            |                                               | v.3, c.71                                      | RF: T10                                  |
| Dona Alexandrina, 995, 999 | CT     |             | 3           |             |              | 3            |                                               |                                                |                                          |
| Dona Alexandrina, 1087 (E. E. Paulino Carlos) | CT     | 2           | 2           |             |              | 1            | Condephaat (2010)                             | v.1, c.16                                      | RF: T5, IP, IT                           |
| Dona Alexandrina, 1100 | CT     |             | 3           |             |              |              |                                               |                                                |                                          |
| Dona Alexandrina, 1104 | CT     |             | 3           |             |              | 3            |                                               |                                                |                                          |
| Dona Alexandrina, 1106, 1110 | CT     |             | 3           |             |              | 3            |                                               |                                                |                                          |
| Dona Alexandrina, 1112, 1114 | CT     |             | 3           |             |              | 3            |                                               |                                                |                                          |
| Dona Alexandrina, 1211 | CT     |             |             |             |              | 5            |                                               |                                                |                                          |
| Dona Alexandrina, 1246 [errata, referido por RF e BT como 1244]                                                                                    | CT     |             |             |             |              |              |                                               |                                                | RF: T10; BT: 5; Descaracterizado         |
| Dona Alexandrina, 1282, 1293 | CT     |             |             |             |              | 5            |                                               |                                                |                                          |
| Dona Alexandrina, 1296 | CT     |             |             |             |              | 5            |                                               |                                                | RF: T3; Abandonado                       |
| Dona Alexandrina, 1366 (Resid. Antoine Azouri; Gymnasio Sancarlense; Instituto D. Pedro II; Colégio São Carlos; Palacete José Bento do Nascimento) | CT     | 3           | 3           |             |              | 3            |                                               |                                                | Outros:                                  |
| Dona Alexandrina, 1370, 1386 [errata, referido por RF como 1336]                                                                                   | CT     |             |             |             |              |              |                                               |                                                | RF: T10; Demolido                        |
| Dona Alexandrina, 1469 | CT     |             |             |             |              | 5            |                                               |                                                |                                          |
| Dona Alexandrina, 1478 (Igreja Presbiteriana) | CT     | 3           | 3           |             |              | 3            |                                               | v.1, c.23                                      |                                          |
| Dona Alexandrina, 1506 | CT     |             |             |             |              | 5            |                                               |                                                |                                          |
| Dona Alexandrina, 1614 | CT     | 3           |             |             |              |              |                                               |                                                | Demolido                                 |
| Dona Alexandrina, 1693 | CT     |             |             |             |              |              |                                               |                                                | BT: 2; Demolido                          |
| Dona Ana Prado, 50 | VPD    |             |             |             | 3            | 3            |                                               |                                                |                                          |
| Dona Ana Prado, 74, 88, 151, 188 | VPD    |             |             |             |              | 5            |                                               |                                                |                                          |
| Dona Ana Prado, 313 (Fábrica Colmeia) | VPD    |             |             |             | 3            | 3, 5         |                                               |                                                |                                          |
| Dona Ana Prado, 750 | VPD    |             | 3           |             |              | 3            |                                               |                                                |                                          |
| Dona Maria Jacinta, 40 (Igreja N. S. de Fátima) | VPZ    |             |             |             |              |              |                                               | v.3, c.68                                      |                                          |
| Dona Maria Jacinta, s/n (Casa de dona Thereza) | VPZ    |             |             |             |              |              |                                               |                                                | CS, p. 106, 122-3, 133                   |
| Dr. Carlos Botelho, 1465 / Av. Trabalhador São-Carlense, 400 (Edifício E1 da USP)                                                                  | CT     | 3           | 3           |             |              |              |                                               | v.2, c.46                                      |                                          |
| Dr. Carlos Botelho, 1465 / Av. Trabalhador São-Carlense, 400 (Bloco E de Salas de Aula da USP, antigo Matadouro)                                   | CT     |             |             |             |              |              |                                               |                                                | BT: 5; Outros:                           |
| Dr. Carlos Botelho, s/n (Posto Zootécnico) | CT     |             |             |             |              |              |                                               |                                                | BT: 5; Demolido                          |
| Dr. Carlos Botelho, 1599 | CT     | 3           |             |             |              |              |                                               |                                                | Demolido                                 |
| Dr. Carlos Botelho, 1617 | CT     |             |             |             |              |              |                                               |                                                | BT: 4; Demolido                          |
| Dr. Carlos Botelho, 1624 | CT     |             |             |             |              |              |                                               |                                                | BT: 5; Demolido                          |
| Dr. Carlos Botelho, 1732 | CT     |             |             |             |              |              |                                               |                                                | RF: T8; BT: 2; Demolido                  |
| Dr. Carlos Botelho, 1768 (Ya San, Residência Galli)                                                                                                | CT     | 3           | 3           |             |              | 3            |                                               | v.4, c.75                                      | RF: T11; BT: 4                           |
| Dr. Carlos Botelho, 1786 (Residência) | CT     |             |             |             |              | 5            |                                               |                                                | RF: T10                                  |
| Dr. Carlos Botelho, 2203 | CT     |             |             |             |              | 5            |                                               |                                                |                                          |
| Dr. Carlos Botelho, 2319 | CT     |             |             |             |              |              |                                               |                                                | BT: 4; Demolido                          |
| Dr. Carlos Botelho, 2371 (Igreja São Sebastião) | CT     | 3           | 3           |             |              | 1            | Comdephaasc (2012)                            | v.2, c.47                                      |                                          |
| Dr. Carlos Botelho, 2432 [atual 2426] | CT     |             |             |             |              |              |                                               |                                                | BT: 3; Demolido                          |
| Dr. Carlos Botelho, 2466 | CT     |             |             |             |              | 5            |                                               |                                                |                                          |
| Dr. Carlos Botelho / Riachuelo / Quinze de Novembro / Aquidaban, s/n (Praça da Quinze)                                                             | CT     | 3           |             |             |              |              |                                               | v.2, c.45                                      |                                          |
| Dr. Duarte Nunes, 136 | VPD    |             |             |             |              | 5            |                                               |                                                |                                          |
| Dr. Duarte Nunes, 138 | VPD    |             |             |             |              | 5            |                                               |                                                | Descaracterizado                         |
| Dr. Duarte Nunes, 369 | VPD    |             |             |             |              | 5            |                                               |                                                | Demolido                                 |
| Dr. Teixeira de Barros, 134 | VPD    |             |             |             |              | 5            |                                               |                                                |                                          |
| Dr. Teixeira de Barros, 182 (Casarão Narvaez) | VPD    |             |             |             | 3            | 3            |                                               |                                                | Outros:                                  |
| Dr. Teixeira de Barros, 245 (Igreja do Nazareno, Oficina Cultural, Armazém F. Monteiro, Fábrica de Sabão Apolo)                                    | VPD    |             |             |             | 3            | 3            |                                               |                                                | Outros:                                  |
| Episcopal, 700 (Senac) | CT     |             |             |             |              |              |                                               | v.1, c.3                                       |                                          |
| Episcopal, 880, 896 | CT     |             |             |             |              | 5            |                                               |                                                |                                          |
| Episcopal, 901 (Indústria Giometti) | CT     | 3           | 3           |             |              | 3            |                                               |                                                |                                          |
| Episcopal, 952 (J. Casale S. A.) | CT     |             |             |             |              | 5            |                                               |                                                |                                          |
| Episcopal, 961 (Indústria Giometti) | CT     | 3           | 3           |             |              | 3            |                                               |                                                |                                          |
| Episcopal, 1091 | CT     |             |             |             | 3            | 3            |                                               |                                                |                                          |
| Episcopal, 1107 (Loja) | CT     |             |             |             |              |              |                                               |                                                | RF: T5                                   |
| Episcopal, 1111 (Loja) | CT     |             |             |             | 3            | 3            |                                               |                                                | RF: T5                                   |
| Episcopal, 1139 | CT     |             |             |             |              | 5            |                                               |                                                |                                          |
| Episcopal, 1253 (Escola de Biblioteconomia) | CT     |             |             |             |              |              |                                               |                                                | RF: T10; Demolido                        |
| Episcopal, 1274 | CT     |             |             |             | 3            | 3            |                                               |                                                |                                          |
| Episcopal, 1275 | CT     |             |             |             |              |              |                                               |                                                | RF; Descaracterizado                     |
| Episcopal, 1289 (Restaurante) | CT     |             |             |             | 3            | 3            |                                               |                                                | RF: T8, IP                               |
| Episcopal, 1294 | CT     |             | 3           |             |              | 3            |                                               |                                                |                                          |
| Episcopal, 1303 | CT     |             |             |             | 3            | 3            |                                               |                                                |                                          |
| Episcopal, 1309 (Barbearia) | CT     |             |             |             | 3            | 3            |                                               |                                                | RF: T4                                   |
| Episcopal, 1323 (antigos DCE/UFSCar, Conselho Tutelar, Yázigi, Resid. Carlos Facchina, Resid. Major José Inácio)                                   | CT     | 3           | 3           |             |              | 3            |                                               |                                                | RF: T8, IP; BT: 1                        |
| Episcopal, 1328 | CT     |             | 3           |             |              | 3            |                                               |                                                |                                          |
| Episcopal, 1347 (Resid. Waldomiro da Cruz Leite)                                                                                                   | CT     |             |             |             |              |              |                                               |                                                | RF: T11; BT: 3; Demolido                 |
| Episcopal, 1393 (Residência Tolentino, Resid. Guimarães)                                                                                           | CT     | 3           | 3           |             |              | 3            |                                               | v.2, c.36                                      | RF: T10, IP, IT; BT: 1                   |
| Episcopal, 1417 [possível errata] | CT     |             | 3           |             |              | 3            |                                               |                                                |                                          |
| Episcopal, 1421 (Agência, antigo Despachante Mancuso)                                                                                              | CT     |             | 3           |             |              | 3            |                                               |                                                | RF: T5                                   |
| Episcopal, 1423 (Saint Patrick Pub) | CT     |             | 3           |             |              | 3            |                                               |                                                | RF: T10                                  |
| Episcopal, 1457 (Correios; antiga Resid. Joaquim José de Abreu Sampaio)                                                                            | CT     | 3           | 3           |             |              | 3            |                                               | v.1, c.14                                      |                                          |
| Episcopal, 1529 | CT     |             |             |             |              | 5            |                                               |                                                |                                          |
| Episcopal, 1554 (Eterno Segredo) | CT     | 3           | 3           |             |              | 3            |                                               | v.3, c.55                                      |                                          |
| Episcopal, 1575 (Paço Municipal) | CT     | 3           | 3           |             |              | 3            |                                               | v.1, c.19                                      |                                          |
| Episcopal, 1595 | CT     |             |             |             |              |              |                                               |                                                | RF: T7, IP Descaracterizado              |
| Episcopal, 1616 | CT     |             |             |             |              | 5            |                                               |                                                |                                          |
| Episcopal, 1661 [errata, referido por RF como 1601] (Residência Militão de Lima)                                                                   | CT     | 3           | 3           |             |              | 3            |                                               | v.4, c.88                                      | RF: T10, IP; BT: 1                       |
| Episcopal, 1691 | CT     |             |             |             |              |              |                                               |                                                | RF: T10; Demolido                        |
| Episcopal, 1693 | CT     |             |             |             |              |              |                                               |                                                | RF: T8; Descaracterizado                 |
| Episcopal, 1704 (Residência Accacio) | CT     | 3           | 3           |             |              | 3            |                                               | v.1, c.21                                      | BT: 4                                    |
| Episcopal, 1725 (antigo Foca Chopp) | CT     |             |             |             |              |              |                                               |                                                | RF: T10; Demolido                        |
| Episcopal, 1788 (Escola Ritmo) | CT     |             |             |             |              |              |                                               |                                                | BT: 4                                    |
| Episcopal, 1797 | CT     |             |             |             |              |              |                                               |                                                | RF: T10; Demolido                        |
| Episcopal, 1803 | CT     |             |             |             |              |              |                                               |                                                | RF: T10; Demolido                        |
| Episcopal, 1820 | CT     |             |             |             |              | 5            |                                               |                                                |                                          |
| Episcopal, 1825 [errata, referido por RF como 1835, na p. 11] (antiga Arte & Manha)                                                                | CT     |             |             |             |              |              |                                               |                                                | RF: T1; Demolido                         |
| Episcopal, 1835 (Residência) | CT     |             |             |             |              |              |                                               |                                                | RF: T3; Demolido                         |
| Episcopal, 1859 (Colégio São Carlos) | CT     |             |             |             |              | 5            |                                               |                                                |                                          |
| Episcopal, 1860, 1868 | CT     |             |             |             |              | 5            |                                               |                                                |                                          |
| Episcopal, 2005 (De Santis) | CT     | 3           | 3           |             |              | 3            |                                               | v.3, c.69                                      |                                          |
| Episcopal, 2153 | CT     |             |             |             |              |              |                                               |                                                | BT: 4; Demolido                          |
| Geminiano Costa, 171 [errata, cf. Riachuelo, 171 x Geminiano Costa, 172]                                                                           | CT     | 3           |             |             |              |              |                                               | v.3, c.72                                      |                                          |
| Geminiano Costa, 315, 323, 328, 372 | CT     |             |             |             |              | 5            |                                               |                                                |                                          |
| Geminiano Costa, 401 (Casa Ronald Golias) | CT     |             |             |             |              | 5            |                                               | v.2, c.31                                      |                                          |
| Geminiano Costa, 472 | CT     |             |             |             |              | 5            |                                               |                                                |                                          |
| Geminiano Costa, 598, 602 | CT     |             |             |             | 3            | 3            |                                               |                                                |                                          |
| General Osório, 6 (Residência Giongo) | CT     |             | 3           |             |              | 3            |                                               | v.4, c.77                                      |                                          |
| General Osório, 38 (Prima Luna, Serraria Giongo)                                                                                                   | CT     | 3           | 3           |             |              | 3            |                                               | v.1, c.4                                       |                                          |
| General Osório, 102 [cf. 122] (Serraria Giongo) | CT     | 3           | 3           |             |              | 3            |                                               | v.1, c.4                                       |                                          |
| General Osório, 139 | CT     |             |             |             | 3            | 3            |                                               |                                                |                                          |
| General Osório, 177, 179 | CT     |             |             |             | 3            | 3            |                                               |                                                |                                          |
| General Osório, 197 | CT     |             |             |             | 3            | 3            |                                               |                                                |                                          |
| General Osório, 235, 255, 265, 267, 271, 331 | CT     |             |             |             |              | 5            |                                               |                                                |                                          |
| General Osório, 333 (Sobrado Gabriel Gagliardi) | CT     | 3           | 3           |             |              |              |                                               |                                                |                                          |
| General Osório, 335 (Sobrado Gabriel Gagliardi) | CT     | 3           | 3           |             |              | 3            |                                               |                                                |                                          |
| General Osório, 337 (Sobrado Gabriel Gagliardi) | CT     | 3           |             |             |              |              |                                               |                                                |                                          |
| General Osório, 341 (Sobrado Gabriel Gagliardi) | CT     | 3           | 3           |             |              |              |                                               |                                                |                                          |
| General Osório, 345 (Sobrado Gabriel Gagliardi) | CT     | 3           | 3           |             |              |              |                                               | v.2, c.28                                      |                                          |
| General Osório, 355, 357 | CT     |             |             |             |              | 5            |                                               |                                                |                                          |
| General Osório, 377 | CT     |             |             |             | 3            | 3            |                                               |                                                |                                          |
| General Osório, 401 (Palácio do Comércio) | CT     | 3           | 3           |             |              | 3            |                                               | v.2, c.29                                      |                                          |
| General Osório, 424 | CT     |             |             |             | 3            | 3            |                                               |                                                |                                          |
| General Osório, 447 | CT     |             |             |             |              | 5            |                                               |                                                |                                          |
| General Osório, 457 (Alfaiataria Galucci) | CT     |             |             |             | 3            | 3            |                                               | v.4, c.82                                      | BT: 5                                    |
| General Osório, 475, 483 | CT     |             |             |             | 3            | 3            |                                               |                                                |                                          |
| General Osório, 480 (Hotel Marques) | CT     | 3           | 3           |             |              | 3            |                                               |                                                |                                          |
| General Osório, 482 | CT     | 3           | 3           |             |              | 3            |                                               |                                                |                                          |
| General Osório, 505 (Docelândia) | CT     | 3           | 3           |             |              | 3            |                                               | v.3, c.57                                      |                                          |
| General Osório, 510 (Igreja São Benedito) | CT     |             |             |             |              |              |                                               | v.4, c. 84                                     |                                          |
| General Osório, 511, 521 | CT     |             |             |             |              | 5            |                                               |                                                |                                          |
| General Osório, 525 | CT     | 3           | 3           |             |              | 3            |                                               |                                                |                                          |
| General Osório, 548, 550 | CT     |             |             |             |              | 5            |                                               |                                                |                                          |
| General Osório, 582 | CT     |             |             |             | 3            | 3            |                                               |                                                |                                          |
| General Osório, 621, 623, 641 | CT     |             |             |             |              | 5            |                                               |                                                |                                          |
| General Osório, 704, 712, 718 | CT     |             |             |             |              | 3            |                                               |                                                |                                          |
| General Osório, 722, 723, 745, 748 | CT     |             |             |             |              | 5            |                                               |                                                |                                          |
| General Osório, 927 [x São Carlos, 1342] | CT     |             |             |             | 3            | 3            |                                               |                                                |                                          |
| General Osório, 933 | CT     |             |             |             |              | 5            |                                               |                                                |                                          |
| General Osório, 939, 943 (Ed. Irmãos Stella) | CT     |             |             |             |              | 3            |                                               |                                                |                                          |
| General Osório, 943 (Ed. Irmãos Stella) | CT     |             |             |             | 3            |              |                                               |                                                |                                          |
| General Osório, 1036, 1040 | CT     |             |             |             |              | 5            |                                               |                                                |                                          |
| General Osório, 1094 (Società Meridionali Uniti)                                                                                                   | CT     |             |             |             |              |              |                                               |                                                | Outros: Demolido                         |
| General Osório, 1094 (ICIB) | CT     |             |             |             |              | 5            |                                               | v.3, c.65                                      |                                          |
| General Osório, 1126, 1148, 1200, 1243, 1255, 1290, 1364                                                                                           | CT     |             |             |             |              | 5            |                                               |                                                |                                          |
| General Osório, s/n (Praça ou Largo São Benedito)                                                                                                  | CT     | 3           |             |             |              |              |                                               |                                                |                                          |
| Jacinto Favoretto, 777 (Terminal Rodoviário) | CT     |             |             |             |              |              |                                               | v.3, c.59                                      |                                          |
| Jesuíno de Arruda, 1247 | CT     |             |             |             |              |              |                                               |                                                | BT: 4                                    |
| Jesuíno de Arruda, 1268 | CT     |             |             |             |              |              |                                               |                                                | BT: 4                                    |
| Jesuíno de Arruda, 1502, 1528, 1561 | CT     |             |             |             |              | 5            |                                               |                                                |                                          |
| Jesuíno de Arruda, 1603 | CT     |             |             |             |              |              |                                               |                                                | BT: 2; Demolido                          |
| Jesuíno de Arruda, 1635, 1649, 1681 | CT     |             |             |             |              | 5            |                                               |                                                |                                          |
| Jesuíno de Arruda, 1914 (Pet shop, Vicentinos, Sociedade Hespanhola)                                                                               | CT     |             |             |             |              |              |                                               |                                                | Outros: Demolido                         |
| Jesuíno de Arruda, 1993 [= Praça Santos Dumont, 1993] (Resid. Alvaro Giongo, Resid. Nicolino Pilleggi)                                             | CT     | 3           | 3           |             |              | 3            |                                               |                                                | RF: T8; BT: 1                            |
| Jesuíno de Arruda, 2155 | CT     |             |             |             | 3            | 3            |                                               |                                                |                                          |
| Jesuíno de Arruda, 2259 (Bar Abasc) | CT     | 3           | 3           |             |              | 3            |                                               | v.1, c.9                                       | Reformado                                |
| Jesuíno de Arruda, 2285, 2347 | CT     |             |             |             |              | 5            |                                               |                                                |                                          |
| Jesuíno de Arruda, 2360 | CT     |             |             |             |              | 5            |                                               |                                                | BT: 5; Descaracterizado                  |
| Jesuíno de Arruda, 2363, 2373, 2381, 2482, 2511 | CT     |             |             |             |              | 5            |                                               |                                                |                                          |
| José Bonifácio, 80, 85 | CT     | 3           |             |             |              |              |                                               |                                                | Descaracterizado                         |
| José Bonifácio, 185 | CT     |             |             |             | 3            |              |                                               |                                                |                                          |
| José Bonifácio, 675 (E. E. Eugênio Franco) | CT     | 2           | 2           |             |              | 2            | Comdephaasc (em tomb.), Condephaat (em tomb.) | v.1, c.2                                       |                                          |
| José Bonifácio, 700 [Residência Josephina] | CT     | 3           | 3           |             |              | 3            |                                               |                                                | BT: 3                                    |
| José Bonifácio, 1068 | CT     |             |             |             |              | 5            |                                               |                                                | BT: 4                                    |
| José Bonifácio, 1191, 1288, 1295, 1300, 1341, 1352, 1359, 1369, 1370, 1380, 1400, 1457, 1467, 1491, 1620                                           | CT     |             |             |             |              | 5            |                                               |                                                |                                          |
| José Bonifácio, 1718 [possível errata] | CT     |             |             |             |              | 3            |                                               |                                                |                                          |
| José Bonifácio, 1735 [possível errata, cf. José Bonifácio, 1753]                                                                                   | CT     | 3           | 3           | R           |              |              |                                               |                                                |                                          |
| José Bonifácio, 1753 | CT     |             |             |             |              |              |                                               |                                                | RF: T10; Demolido                        |
| José Bonifácio, 1825 | CT     |             |             |             |              |              |                                               |                                                | RF:T7; Demolido                          |
| José Bonifácio, 1929 | CT     |             |             |             |              |              |                                               |                                                | RF: T7; Demolido                         |
| José Bonifácio, 2000 | CT     |             |             |             |              | 5            |                                               |                                                |                                          |
| José Pereira Lopes, 8, 14, 26 | VPD    |             |             |             |              | 5            |                                               |                                                |                                          |
| José Pereira Lopes, 31 | VPD    |             |             |             |              | 3            |                                               |                                                |                                          |
| José Pereira Lopes, 41 | VPD    |             |             |             | 3            | 3            |                                               |                                                |                                          |
| José Pereira Lopes, 150, 156, 158 | VPD    |             |             |             |              | 5            |                                               |                                                |                                          |
| José Pereira Lopes, 193 | VPD    |             |             |             | 3            | 3            |                                               |                                                |                                          |
| José Pereira Lopes, 231 | VPD    |             |             |             | 3            | 3            |                                               |                                                | Outros:; Demolido                        |
| José Pereira Lopes, 245 | VPD    |             |             |             | 3            | 3            |                                               |                                                |                                          |
| José Pereira Lopes, 252 (Colégio La Salle, Palacete do Major)                                                                                      | VPD    |             |             |             |              | 5            |                                               | v.3, c.51                                      | BT: 3                                    |
| José Pereira Lopes, 259 | VPD    |             |             |             | 3            | 3            |                                               |                                                |                                          |
| José Pereira Lopes, 385, 386 | VPD    |             |             |             |              | 5            |                                               |                                                |                                          |
| Major José Inácio, 1554 (Creche) | CT     |             |             |             |              | 3            |                                               |                                                |                                          |
| Major José Inácio, 1787, 1857, 1862, 1867 | CT     |             |             |             |              | 5            |                                               |                                                |                                          |
| Major José Inácio, 1932 (CDI Informática) | CT     |             |             |             | 3            | 3            |                                               |                                                | RF: T10                                  |
| Major José Inácio, 1934 (Escritórios, antiga Sec. de Estado de Relações do Trabalho)                                                               | CT     |             |             |             |              |              |                                               |                                                | RF: T10                                  |
| Major José Inácio, 1939 | CT     |             |             |             |              | 3            |                                               |                                                |                                          |
| Major José Inácio, 1946 (Comercial) | CT     |             |             |             | 3            | 3            |                                               |                                                | RF: T10, IP                              |
| Major José Inácio, 1953 | CT     |             |             |             |              | 3            |                                               |                                                |                                          |
| Major José Inácio, 1958 (Residência Militão de Lima)                                                                                               | CT     |             |             |             | 3            | 3            |                                               |                                                | BT: 3                                    |
| Major José Inácio, 1961 | CT     |             |             |             | 3            | 3            |                                               |                                                |                                          |
| Major José Inácio, 1973, 1980, 1986 | CT     |             |             |             |              | 5            |                                               |                                                |                                          |
| Major José Inácio, 2032 (Santander, Sudameris, Banca Francese e Italiana)                                                                          | CT     |             |             |             |              | 5            |                                               | v.2, c.41 [errata, cf. Maj. José Inácio, 2056] |                                          |
| Major José Inácio, 2048, 2050 (Ed. Conde do Pinhal)                                                                                                | CT     |             | 3           |             |              | 3            |                                               | v.2, c.40                                      |                                          |
| Major José Inácio, 2056 (Casa Bancária) | CT     | 3           | 3           |             |              | 3            |                                               | v.2, c.41                                      |                                          |
| Major José Inácio, 2072, 2090 | CT     |             |             |             |              | 5            |                                               |                                                |                                          |
| Major José Inácio, 2114 (SIM, Bilhar) | CT     |             |             |             |              | 5            |                                               | v.4, c.83                                      |                                          |
| Major José Inácio, 2154 (Cine São Carlos, Studio I e II, Chevrolet, Teatro Polytheama)                                                             | CT     |             |             |             |              | 5            |                                               | v.4, c.85                                      | BT: 5                                    |
| Major José Inácio, 2206 (Blackbird Pub) | CT     |             |             |             | 3            | 3            |                                               |                                                | RF: T10, IP                              |
| Major José Inácio, 2236 (Boate Faraó's, Escola de Belas Artes D. Pedro II, Casa Novaes)                                                            | CT     |             |             |             | 3            | 3            |                                               |                                                | Outros: Abandonado                       |
| Major José Inácio, 2264 | CT     |             |             |             |              | 5            |                                               |                                                |                                          |
| Major José Inácio, 2292 (Residência Emilio Fehr)                                                                                                   | CT     |             |             |             |              | 5            |                                               |                                                | BT: 4; MS, fig. 263                      |
| Major José Inácio, 2340 | CT     |             |             |             |              | 5            |                                               |                                                |                                          |
| Major José Inácio, 2372 | CT     |             |             |             | 3            | 3            |                                               |                                                |                                          |
| Major José Inácio, 2381, 2507, 2521 | CT     |             |             |             |              | 5            |                                               |                                                |                                          |
| Marechal Deodoro, 1495 (Sabor Oriental) | CT     |             |             |             |              |              |                                               |                                                | BT: 4; Descaracterizado                  |
| Marechal Deodoro, 1522 (Residência Bombo) | CT     | 3           | 3           |             |              | 3            |                                               | v.3, c.54                                      |                                          |
| Marechal Deodoro, 1537 | CT     |             |             |             |              | 5            |                                               |                                                |                                          |
| Marechal Deodoro, 1617 | CT     |             |             |             |              |              |                                               |                                                | BT: 5; Demolido                          |
| Marechal Deodoro, 1702 | CT     |             |             |             |              | 5            |                                               |                                                | Demolido                                 |
| Marechal Deodoro, 1833 (Conservatório) | CT     |             |             |             | 3            | 3            |                                               |                                                | BT: 4                                    |
| Marechal Deodoro, 1865 | CT     |             |             |             |              | 5            |                                               |                                                |                                          |
| Marechal Deodoro, 1932 | CT     |             |             |             |              |              |                                               |                                                | RF: T8, IP; Descaracterizado             |
| Marechal Deodoro, 1961, 1992 | CT     |             |             |             |              | 5            |                                               |                                                |                                          |
| Marechal Deodoro, 2069, 2073, 2077, 2081, 2085 | CT     |             |             |             | 3            | 3            |                                               |                                                |                                          |
| Marechal Deodoro, 2092, 2094, 2114, 2165, 2177, 2179                                                                                               | CT     |             |             |             |              | 5            |                                               |                                                |                                          |
| Marechal Deodoro, 2209 | CT     | 3           | 3           |             |              | 3            |                                               |                                                |                                          |
| Marechal Deodoro, 2241, 2269, 2364 | CT     |             |             |             |              | 5            |                                               |                                                |                                          |
| Marechal Deodoro, 2398 | CT     |             |             |             |              | 5            |                                               |                                                | MS, fig. 270                             |
| Marechal Deodoro, 2418 [errata, referido como 2416, na lista de 2005]                                                                              | CT     | 3           | 3           |             |              | 3            |                                               | v.1, c.6 [errata, cf. São Carlos, 1635]        |                                          |
| Marechal Deodoro, 2476 | CT     |             |             |             |              |              |                                               |                                                | MS, p. 434-5; Descaracterizado           |
| Marechal Deodoro, 2490 (NAI; fábrica de móveis) | CT     |             |             |             |              | 5            |                                               |                                                | MS, p. 434-5                             |
| Marechal Deodoro, 2504 | CT     |             |             |             |              |              |                                               |                                                | MS, p. 434-5; Descaracterizado           |
| Marechal Deodoro, 2519 | CT     |             |             |             |              |              |                                               |                                                | MS, fig. 270                             |
| Marino da Costa Terra, s/n (Casa de Benedita Ribeiro)                                                                                              | VN     |             |             |             |              |              |                                               |                                                | CS, p. 98, 107, 110-1; Outros:           |
| Marino da Costa Terra, s/n (Casa de dona Jovelina)                                                                                                 | VN     |             |             |             |              |              |                                               |                                                | CS, p. 107-9, 134                        |
| Mário Constanzo, 14, 47 (Beco da Magdalena) | CT     |             |             |             |              | 5            |                                               |                                                |                                          |
| Morumbi, s/n (Vila Ferroviária, Coloninha FEPASA) [cf. Morumbi, 7, 9, 53, 165, 371, 605; Inajá, s/n]                                               | VPD    |             |             |             |              | 1            | Comdephaasc (2012)                            |                                                |                                          |
| Napoleão Geminiano, 129 (ACENB) | CT     |             |             |             |              |              |                                               | v.3, c.66                                      |                                          |
| Nove de Julho, 649 | CT     |             |             |             |              | 5            |                                               |                                                | BT: 5                                    |
| Nove de Julho, 653 | CT     |             |             |             |              |              |                                               |                                                | BT: 5; Descaracterizada                  |
| Nove de Julho, 654 | CT     |             |             |             |              | 5            |                                               |                                                |                                          |
| Nove de Julho, 704, 712 | CT     |             |             |             | 3            |              |                                               |                                                | Demolido                                 |
| Nove de Julho, 719 [errata] | CT     |             |             |             | 3            |              |                                               |                                                |                                          |
| Nove de Julho, 754 | CT     |             |             |             |              | 5            |                                               |                                                |                                          |
| Nove de Julho, 846 | CT     |             |             |             | 3            | 3            |                                               |                                                |                                          |
| Nove de Julho, 880 (Cine São José) | CT     |             |             |             | 3            | 3            |                                               |                                                | BT: 5                                    |
| Nove de Julho, 908 | CT     |             |             |             | 3            | 3            |                                               |                                                |                                          |
| Nove de Julho, 909 [possível errata] | CT     |             |             |             |              |              |                                               |                                                | BT: 5                                    |
| Nove de Julho, 912 | CT     |             |             |             | 3            | 3            |                                               |                                                |                                          |
| Nove de Julho, 918, 922, 924 | CT     |             |             |             | 3            | 3            |                                               |                                                |                                          |
| Nove de Julho, 1007, 1117, 1123, 1137 | CT     |             |             |             |              | 5            |                                               |                                                |                                          |
| Nove de Julho, 1159 | CT     |             |             |             |              |              |                                               |                                                | RF: T3; Demolido                         |
| Nove de Julho, 1186 | CT     | 3           | 3           |             |              | 3            |                                               |                                                |                                          |
| Nove de Julho, 1205 (EIC/USP) | CT     | 3           | 3           |             |              | 3            |                                               |                                                | RF: T10, IP                              |
| Nove de Julho, 1206 (DIG) | CT     | 3           | 3           |             |              |              |                                               |                                                | Outros:; Demolido                        |
| Nove de Julho, 1227 (CDCC/USP Società Dante Alighieri)                                                                                             | CT     | 2           | 2           |             |              | 2            | Comdephaasc (em tomb.), Condephaat (em tomb.) | v.1, c.5                                       | RF: T5, IP, IT                           |
| Nove de Julho, 1261 (Residência) | CT     |             |             |             |              |              |                                               |                                                | RF: T4 [errata, cf. T3]; BT: 5; Demolido |
| Nove de Julho, 1269 (Tipografia Pinhal) | CT     |             |             |             |              |              |                                               |                                                | RF: T3 [errata, cf. T4]                  |
| Nove de Julho, 1296 | CT     |             |             |             |              | 5            |                                               |                                                | RF: T3 [errata]                          |
| Nove de Julho, 1301 (Residência Lastoria; Resid. Giovanni Vassolo)                                                                                 | CT     | 3           | 3           |             |              | 3            |                                               | v.2, c.35                                      | BT: 4                                    |
| Nove de Julho, 1310 (Residência Marino) | CT     |             |             |             |              |              |                                               |                                                | MS, fig. 261                             |
| Nove de Julho, 1365 (Bar Coqueiros, Toldos Paulista)                                                                                               | CT     |             |             |             |              |              |                                               |                                                | RF: T3; Demolido                         |
| Nove de Julho, 1404, 1420, 1469, 1481 | CT     |             |             |             |              | 5            |                                               |                                                |                                          |
| Nove de Julho, 1487 | CT     |             |             |             |              | 5            |                                               |                                                | RF: T10                                  |
| Nove de Julho, 1497 | CT     |             |             |             |              |              |                                               |                                                | RF: T10; Demolido                        |
| Nove de Julho, 1500 | CT     |             |             |             |              | 5            |                                               |                                                |                                          |
| Nove de Julho, 1515 (Cúria Diocesana e Capela) | CT     | 3           | 3           |             |              | 3            |                                               | v.3, c.53                                      | RF: T11                                  |
| Nove de Julho, 1529 (Palácio Episcopal, Residência Waldomiro Caleiro)                                                                              | CT     | 3           | 3           |             |              | 3            |                                               |                                                | RF: T11; BT: 4                           |
| Nove de Julho, 1546 | CT     | 3           | 3           |             |              | 3            |                                               |                                                |                                          |
| Nove de Julho, 1567 (Sebo Outros Contos, Escolas Fisk)                                                                                             | CT     |             |             |             |              |              |                                               |                                                | RF: T3; BT: 1; Demolido                  |
| Nove de Julho, 1606 (Frei Damião) | CT     |             |             |             |              | 5            |                                               |                                                | MS, fig. 270                             |
| Nove de Julho, 1643 (Resid. Samuel Valentie de Oliveira)                                                                                           | CT     | 3           | 3           |             |              | 3            |                                               | v.2, c.43                                      | MS, p. 446-7, fig. 270                   |
| Nove de Julho, 1671 [errata, referido por RF como 1761]                                                                                            | CT     |             |             |             |              |              |                                               |                                                | RF: T10; Demolido                        |
| Nove de Julho, 1709 | CT     |             |             |             |              |              |                                               |                                                | RF: T10; Descaracterizado                |
| Nove de Julho, 1827 | CT     |             |             |             |              |              |                                               |                                                | RF: T11; Descaracterizado                |
| Nove de Julho, 1881 | CT     |             |             |             |              |              |                                               |                                                | RF: T11; Descaracterizado                |
| Nove de Julho, 1883 | CT     |             |             |             |              | 5            |                                               |                                                | RF: T11                                  |
| Nove de Julho, 1895 | CT     |             |             |             |              |              |                                               |                                                | BT: 5; Descaracterizado                  |
| Nove de Julho, 1913 | CT     |             |             |             |              |              |                                               |                                                | RF: T10; Descaracterizado                |
| Nove de Julho, 1929 | CT     |             |             |             |              |              |                                               |                                                | RF: T10; Descaracterizado                |
| Nove de Julho, 1943 | CT     |             |             |             |              |              |                                               |                                                | RF: T10; Descaracterizado                |
| Nove de Julho, 2036, 2106 | CT     |             |             |             |              | 5            |                                               |                                                |                                          |
| Orlando Damiano, 2062 | CT     |             |             |             |              |              |                                               |                                                | BT: 5; Descaracterizado                  |
| Padre Teixeira, 1437, 1575, 1631, 1641 | CT     |             |             |             |              | 5            |                                               |                                                |                                          |
| Padre Teixeira, 1733 (Flor de Maio) | CT     |             |             |             |              | 1            | Comdephaasc (2011)                            | v.3, c.64                                      |                                          |
| Padre Teixeira, 1775, 1781 | CT     |             |             |             |              | 5            |                                               |                                                |                                          |
| Padre Teixeira, 1864 | CT     |             |             |             |              |              |                                               |                                                | BT: 5; Demolido                          |
| Padre Teixeira, 1967 | CT     |             | 3           |             |              | 3            |                                               |                                                |                                          |
| Padre Teixeira, 2156 | CT     |             |             |             |              |              |                                               |                                                | MS, fig. 270                             |
| Padre Teixeira, 2262 | CT     |             |             |             |              |              |                                               |                                                | BT: 5                                    |
| Padre Teixeira, 2540 | CT     |             |             |             |              |              |                                               |                                                | BT: 2; Demolido                          |
| Padre Teixeira, 2076, 2092, 2104 | CT     |             |             |             |              | 5            |                                               |                                                |                                          |
| Padre Teixeira, 2136 | CT     | 3           | 3           |             |              | 3            |                                               |                                                |                                          |
| Padre Teixeira, 2146 | CT     |             |             |             | 3            | 3            |                                               |                                                |                                          |
| Padre Teixeira, 2156 | CT     |             |             |             | 3            | 3            |                                               |                                                |                                          |
| Padre Teixeira, 2280, 2316, 2395, 2407 | CT     |             |             |             |              | 5            |                                               |                                                |                                          |
| Padre Teixeira, 2475 | CT     | 3           | 3           |             |              | 3            |                                               |                                                | MS, fig. 270                             |
| Padre Teixeira, 2485 | CT     |             |             |             |              | 5            |                                               |                                                |                                          |
| Padre Teixeira, 2591 | CT     |             |             |             |              | 5            |                                               |                                                | MS, fig. 270                             |
| Padre Teixeira, 2639 | CT     |             |             |             |              |              |                                               |                                                | MS, fig. 270; Descaracterizada           |
| Padre Teixeira, 3475 (Chácara) | VN     |             |             |             |              |              |                                               |                                                | BT: 2                                    |
| Paulino Botelho de Abreu Sampaio, 573 (Maternidade Dona Francisca Cintra Silva)                                                                    | CT     |             |             |             |              |              | Comdephaasc (em tomb.)                        |                                                |                                          |
| Paulino Botelho de Abreu Sampaio, s/n (Santa Casa)                                                                                                 | CT     |             |             |             |              |              | Comdephaasc (em tomb.)                        | v.3, c.50                                      |                                          |
| Praça Antônio Prado, 1-10 (antiga Rodoviária) | CT     |             |             |             |              |              |                                               |                                                | Outros:                                  |
| Praça Antônio Prado, s/n (Estação Ferroviária) | CT     | 2           | 2           |             |              | 2            | Comdephaasc (2016), Condephaat (em tomb.)     | v.1, c.1                                       |                                          |
| Praça Antônio Prado, s/n (Praça) | CT     | 3           |             |             |              |              |                                               |                                                |                                          |
| Praça Arcesp (Balão do Bonde) | CT     |             |             |             |              |              |                                               | v.4, c.76                                      |                                          |
| Praça Coronel Paulino Carlos Botelho (Jardim Público)                                                                                              | CT     | 2           | 2           |             |              | 2            | Comdephaasc (em tomb.), Condephaat (em tomb.) | v.2, c.37                                      |                                          |
| Praça Elias Salles (ou Largo de Santa Cruz), s/n                                                                                                   | CT     | 3           |             |             |              |              |                                               | v.2, c.27                                      |                                          |
| Praça Pe. Roque Pinto de Barros, s/n (Igreja Santo Antônio)                                                                                        | CT     |             | 1           |             |              | 1            | Comdephaasc (2009)                            | v.2, c.25                                      | MS, p. 381-383                           |
| Quinze de Novembro, 1447 (Frei Damião, Chácara) | CT     |             |             |             |              |              |                                               |                                                | BT: 2                                    |
| Quinze de Novembro, 1600 | CT     | 3           | 3           |             |              | 3            |                                               |                                                |                                          |
| Quinze de Novembro, 1630 (Residência Ptak) | CT     | 3           | 3           |             |              | 3            |                                               | v.2, c.44                                      | MS, fig. 270                             |
| Quinze de Novembro, 1751 | CT     |             |             |             |              |              |                                               |                                                | BT: 5; Demolido                          |
| Quinze de Novembro, 1902 (Residência Fernando Von Gal)                                                                                             | CT     |             |             |             |              | 5            |                                               |                                                | BT: 4                                    |
| Quinze de Novembro, 2089, 2164 | CT     |             |             |             |              | 5            |                                               |                                                |                                          |
| Riachuelo, 82 | CT     |             |             |             | 3            | 3            |                                               |                                                |                                          |
| Riachuelo, 147 | CT     | 3           | 3           |             |              | 3            |                                               |                                                |                                          |
| Riachuelo, 150 | CT     |             |             |             | 3            | 3            |                                               |                                                |                                          |
| Riachuelo, 152 | CT     |             |             |             | 3            | 3            |                                               |                                                | BT: 3                                    |
| Riachuelo, 171 [x Geminiano Costa, 172] (Resid. João Ferreira)                                                                                     | CT     |             | 3           |             |              | 3            |                                               |                                                |                                          |
| Riachuelo, 172 (Escritório Regional de Integração)                                                                                                 | CT     | 3           | 3           |             |              | 3            |                                               | v.3, c.73                                      | MS, fig. 270                             |
| Riachuelo, 224 | CT     |             | 3           |             |              | 3            |                                               |                                                |                                          |
| Riachuelo, 234 | CT     |             |             |             |              | 3            |                                               |                                                |                                          |
| Riachuelo, 246 | CT     |             |             |             |              | 3            |                                               |                                                |                                          |
| Riachuelo, 250 | CT     |             | 3           |             |              | 3            |                                               |                                                |                                          |
| Riachuelo, 255, 672 | CT     |             |             |             |              | 5            |                                               |                                                |                                          |
| Riachuelo, 846 | CT     |             |             |             |              |              |                                               |                                                | BT: 4; Demolido                          |
| Riachuelo, 932, 942, 1003, 1163 | CT     |             |             |             |              | 5            |                                               |                                                |                                          |
| Roberto Simonsen, 30, 70 | VPD    |             |             |             |              | 5            |                                               |                                                |                                          |
| Rui Barbosa, 557 | CT     |             |             |             |              |              |                                               |                                                | BT: 5; Descaracterizado                  |
| Rui Barbosa, 583, 786 | CT     |             |             |             |              | 5            |                                               |                                                |                                          |
| Rui Barbosa, 875 | CT     |             |             |             |              |              |                                               |                                                | BT: 2                                    |
| Rui Barbosa, 927, 940, 946, 947, 988 | CT     |             |             |             |              | 5            |                                               |                                                |                                          |
| Rui Barbosa, 998 | CT     |             |             |             |              |              |                                               |                                                | BT: 4; Descaracterizado                  |
| Rui Barbosa, 1000 | CT     |             |             |             |              | 5            |                                               |                                                |                                          |
| Rui Barbosa, 1066 | CT     |             |             |             |              | 5            |                                               |                                                | BT: 4; Descaracterizado                  |
| Rui Barbosa, 1161, 1175, 1278 | CT     |             |             |             |              | 5            |                                               |                                                |                                          |
| Rui Barbosa, 1286 | CT     |             |             |             |              |              |                                               |                                                | BT: 4                                    |
| Rui Barbosa, 1384, 1470, 1786, 1800 | CT     |             |             |             |              | 5            |                                               |                                                |                                          |
| Sallum, 28, 104 | VPD    |             |             |             |              | 5            |                                               |                                                |                                          |
| Santa Clotilde, s/n (Casa da irmã de dona Julia)                                                                                                   | VI     |             |             |             |              |              |                                               |                                                | CS, p. 106, 116-7                        |
| Santa Clotilde, s/n (Casa de dona Julia) | VI     |             |             |             |              |              |                                               |                                                | CS, p. 106, 114-5                        |
| Santa Cruz, 36 [possível errata] | CT     |             |             |             | 3            | 3            |                                               |                                                |                                          |
| Santa Cruz, 41 | CT     |             |             |             |              | 5            |                                               |                                                | MS, fig. 264; Descaracterizado           |
| Santa Cruz, 59 | CT     |             |             |             |              | 5            |                                               |                                                |                                          |
| Santa Cruz, 86 [errata, cf. Visconde de Inhaúma, 86]                                                                                               | CT     |             |             |             | 3            | 3            |                                               |                                                |                                          |
| Santa Cruz, 262, 274, 280, 579 | CT     |             |             |             |              | 5            |                                               |                                                |                                          |
| Santa Gertrudes, s/n (Casa de dona Margarida) | VI     |             |             |             |              |              |                                               |                                                | CS, p. 107, 118-9, 133                   |
| São Carlos, 1221 | CT     |             |             |             |              | 5            |                                               |                                                |                                          |
| São Carlos, 1342 | CT     |             |             |             |              | 3            |                                               |                                                |                                          |
| São Carlos, 1587 [errata, referido por BT como 1589] (Residência Amadeu Facchina)                                                                  | CT     |             |             |             |              |              |                                               |                                                | RF: T11; BT: 4; Demolido                 |
| São Carlos, 1599, 1605, 1609 | CT     |             |             |             |              | 5            |                                               |                                                |                                          |
| São Carlos, 1613, 1617 | CT     |             | 3           |             |              | 3            |                                               |                                                |                                          |
| São Carlos, 1635 (Casarão Cury) | CT     |             |             |             |              | 3            |                                               | v.1, c.6                                       |                                          |
| São Carlos, 1781 (Comind) | CT     | 3           | 3           |             |              | 3            |                                               | v.3, c.74                                      |                                          |
| São Carlos, 1799 (Rádio Progresso) | CT     |             | 3           |             |              | 3            |                                               |                                                |                                          |
| São Carlos, 1800 | CT     |             |             |             |              | 5            |                                               |                                                |                                          |
| São Carlos, 1807 | CT     |             |             |             |              |              |                                               |                                                | RF: T8 Descaracterizado                  |
| São Carlos, 1814 [atual 1800] (Casa do Trabalhador, anexo da antiga Prefeitura, Museu de São Carlos)                                               | CT     |             |             |             |              | 5            |                                               |                                                | RF: T5                                   |
| São Carlos, 1885 | CT     |             |             |             |              | 5            |                                               |                                                |                                          |
| São Carlos, 1895 (Restaurante, Jamaica Imóveis) | CT     |             | 3           |             |              | 3            |                                               |                                                |                                          |
| São Carlos, 1903 (Farmácia, Associação de Poupança e Empréstimo)                                                                                   | CT     |             | 3           |             |              | 3            |                                               |                                                | RF: T5                                   |
| São Carlos, 1919 (São Carlos Clube) | CT     | 3           | 3           |             |              | 3            |                                               | v.1, c.18                                      |                                          |
| São Carlos, 1947 | CT     |             |             |             |              | 3            |                                               |                                                |                                          |
| São Carlos, 1957 [x Sete de Setembro, 2002] (Anexo da Câmara, Farma Sete, Bar São Paulo, Club Commercial)                                          | CT     |             | 3           |             |              | 3            |                                               |                                                | [ 24 ]                                   |
| São Carlos, 1974 (Café Dona Júlia, Residência Antônio Dias Ferraz Jr.)                                                                             | CT     | 3           | 3           |             |              | 3            |                                               |                                                | [ 24 ]                                   |
| São Carlos, 1981 (Hotel Accacio) | CT     | 3           | 3           |             |              | 3            |                                               | v.1, c.20                                      | RF: T8, IP                               |
| São Carlos, 1982 | CT     | 3           | 3           |             |              | 3            |                                               |                                                |                                          |
| São Carlos, 1990 | CT     | 3           | 3           |             |              | 3            |                                               |                                                |                                          |
| São Carlos, 1994 | CT     | 3           | 3           |             |              | 3            |                                               |                                                |                                          |
| São Carlos, 2002 | CT     | 3           | 3           |             |              | 3            |                                               |                                                |                                          |
| São Carlos, 2050 (Livraria Dom Quixote) | CT     |             |             |             |              |              |                                               |                                                | RF: T10; Demolido                        |
| São Carlos, 2085 | CT     |             |             |             |              |              |                                               |                                                | RF: T10; Demolido                        |
| São Carlos, 2130, 2134, 2138, 2140, 2147 | CT     |             |             |             |              | 5            |                                               |                                                |                                          |
| São Carlos, 2190 (E. E. Álvaro Guião) | CT     | 1           | 1           |             |              | 1            | Condephaat (1985)                             | v.1, c.22 v.4, c.92                            | RF: IP                                   |
| São Carlos, 2227 (Photok Fotocópias) | CT     |             |             |             |              |              |                                               |                                                | RF: T8; Demolido                         |
| São Carlos, 2251 (Auto Escola Mazola) | CT     |             |             |             |              |              |                                               |                                                | RF: T10; Demolido                        |
| São Carlos, 2280 | CT     |             |             |             |              | 5            |                                               |                                                |                                          |
| São Carlos, 2285 | CT     |             |             |             |              |              |                                               |                                                | RF: T10; Demolido                        |
| São Carlos, 2338 (Bar Almanach) | CT     |             |             |             | 3            | 3            |                                               | v.4, c.89                                      | RF: T10; BT: 3                           |
| São Carlos, 2353 | CT     |             |             |             |              | 5            |                                               |                                                |                                          |
| São Carlos, 2433 | CT     |             |             |             |              |              |                                               |                                                | RF: T10; Demolido                        |
| São Carlos, 2493 | CT     |             |             |             |              |              |                                               |                                                | RF: T1; Descaracterizado                 |
| São Carlos, 2495 | CT     |             |             |             |              |              |                                               |                                                | RF: T1; Demolido                         |
| São Carlos, 2499 | CT     |             |             |             |              |              |                                               |                                                | RF: T1; Demolido                         |
| São Carlos, 2505 | CT     |             |             |             |              |              |                                               |                                                | RF: T3; Demolido                         |
| São Carlos, 2534 | CT     |             |             |             |              |              |                                               |                                                | RF: T10; Demolido                        |
| São Carlos, 2589 (antiga Farmácia Popular) | CT     |             |             |             |              |              |                                               |                                                | RF: T4; Demolido                         |
| São Carlos, 2597 | CT     |             |             |             |              |              |                                               |                                                | RF: T10; Descaracterizado                |
| São Carlos, 2603 (Roda Chopp) | CT     |             |             |             |              |              |                                               |                                                | RF: T10; Demolido                        |
| São Carlos, 2703 | CT     |             |             |             |              |              |                                               |                                                | RF: T10; Demolido                        |
| São Carlos, 2715 | CT     |             |             |             |              |              |                                               |                                                | RF: T10; Descaracterizado                |
| São Carlos, 2728 | CT     |             |             |             |              |              |                                               |                                                | RF: T1; Demolido                         |
| São Carlos, 2730 | CT     |             |             |             |              |              |                                               |                                                | RF: T1; Demolido                         |
| São Carlos, 2738 | CT     |             |             |             |              |              |                                               |                                                | RF: T10; Demolido                        |
| São Carlos, 2867 | CT     |             |             |             |              |              |                                               |                                                | RF: T10; Descaracterizado                |
| São Carlos, 2873 | CT     |             |             |             |              |              |                                               |                                                | RF: T10                                  |
| São Carlos, 2893 [errata, referido por RF como 2983]                                                                                               | CT     |             |             |             |              |              |                                               |                                                | RF: T10; Demolido                        |
| São Carlos, 2911 | CT     |             |             |             |              |              |                                               |                                                | RF: T10; Demolido                        |
| São Carlos, 3594 | CT     |             |             |             |              |              |                                               |                                                | BT: 5; Demolido                          |
| São Carlos, s/n (Praça D. José Marcondes Homem de Mello) (Catedral)                                                                                | CT     | 3           | 3           |             |              | 3            |                                               | v.1, c.13 v.4, c.93                            |                                          |
| São Carlos, s/n (Praça Coronel Salles) | CT     | 3           |             |             |              |              |                                               | v.2, c.42 v.4, c.94                            |                                          |
| São Joaquim, 441, 527, 540 | CT     |             |             |             |              | 5            |                                               |                                                |                                          |
| São Joaquim, 735 (Biblioteca Amadeu Amaral, Piscina Municipal)                                                                                     | CT     |             |             |             |              | 3            |                                               |                                                | MS, p. 403-6                             |
| São Joaquim, 748, 758, 832, 850, 898 | CT     |             |             |             |              | 5            |                                               |                                                |                                          |
| São Joaquim, 921 | CT     | 3           | 3           |             |              |              |                                               |                                                |                                          |
| São Joaquim, 939 | CT     |             | 3           | R           |              |              |                                               |                                                | Demolido                                 |
| São Joaquim, 1049 | CT     |             |             |             |              |              |                                               |                                                | Outros:                                  |
| São Joaquim, 1059 | CT     |             |             |             |              | 5            |                                               |                                                |                                          |
| São Joaquim, 1066 | CT     |             |             |             |              | 5            |                                               |                                                |                                          |
| São Joaquim, 1120, 1122, 1124 [x Major José Inácio, 2235]                                                                                          | CT     |             |             |             |              |              |                                               |                                                | Outros:; Demolido                        |
| São Joaquim, 1244 | CT     |             |             |             |              | 5            |                                               |                                                |                                          |
| São Joaquim, 1541 [errata, cf. 1546], 1558 | CT     |             |             |             |              |              |                                               |                                                | BT: 5                                    |
| São Joaquim, 1545 | CT     |             |             |             |              |              |                                               |                                                | BT: 3; Demolido                          |
| São Joaquim, 1661 | CT     |             |             |             |              | 5            |                                               |                                                |                                          |
| São Joaquim, 1680 (Residência Corsi) | CT     | 3           | 3           |             |              | 3            |                                               | v.1, c.24                                      |                                          |
| São Joaquim, 1738, 1761 | CT     |             |             |             |              | 5            |                                               |                                                |                                          |
| São Paulo, 893, 903, 913, 969, 1203, 1461 | CT     |             |             |             |              | 5            |                                               |                                                |                                          |
| São Sebastião, 1243, 1431, 1441, 1455 | CT     |             |             |             |              | 5            |                                               |                                                |                                          |
| São Sebastião, 1555 | CT     | 3           | 3           |             |              |              |                                               |                                                | Demolido                                 |
| São Sebastião, 1600, 1643, 1650, 1664 | CT     |             |             |             |              | 5            |                                               |                                                |                                          |
| São Sebastião, 1859 | CT     |             |             |             | 3            | 3            |                                               |                                                |                                          |
| São Sebastião, 1863 | CT     |             |             |             | 3            | 3            |                                               |                                                |                                          |
| São Sebastião, 1883 | CT     |             |             |             | 3            | 3            |                                               |                                                |                                          |
| São Sebastião, 1969 | CT     |             |             |             |              |              |                                               |                                                | BT: 5; Descaracterizado                  |
| São Sebastião, 2077 (Gigante Imóveis; Residência Ferraz Kehl)                                                                                      | CT     |             |             |             |              |              |                                               |                                                | MS, p. 440-2                             |
| São Sebastião, 2270 | CT     |             |             |             |              | 5            |                                               |                                                |                                          |
| São Sebastião, 2341 | CT     |             |             |             |              | 5            |                                               |                                                | BT: 5                                    |
| São Sebastião, 2380, 2416, 2513 | CT     |             |             |             |              | 5            |                                               |                                                |                                          |
| São Sebastião, 2728 (Residência Paolillo) | CT     |             |             |             |              |              |                                               |                                                | MS, p. 438-9                             |
| Sete de Setembro, 1478, 1537, 1565, 1591, 1616 | CT     |             |             |             |              | 5            |                                               |                                                |                                          |
| Sete de Setembro, 1735 (Teatro Municipal) | CT     |             |             |             |              |              |                                               | v.4, c.86                                      |                                          |
| Sete de Setembro, 1767, 1851 | CT     |             |             |             |              | 5            |                                               |                                                |                                          |
| Sete de Setembro, 1835 (Residência Sebastião Rodrigues de Lima)                                                                                    | CT     |             |             |             |              |              |                                               |                                                | BT: 1; Demolido                          |
| Sete de Setembro, 1867 (Residência Florenzano) | CT     |             | 3           |             |              | 3            |                                               |                                                | MS, fig. 267, 270                        |
| Sete de Setembro, 1971 | CT     | 3           | 3           |             |              | 3            |                                               |                                                |                                          |
| Sete de Setembro, 1980 | CT     |             | 3           |             |              | 3            |                                               |                                                | BT: 4                                    |
| Sete de Setembro, 1981b | CT     | 3           | 3           |             |              | 3            |                                               |                                                |                                          |
| Sete de Setembro, 1987 | CT     | 3           | 3           |             |              | 3            |                                               |                                                |                                          |
| Sete de Setembro, 1993 | CT     | 3           | 3           |             |              | 3            |                                               |                                                |                                          |
| Sete de Setembro, 1993a | CT     | 3           | 3           |             |              |              |                                               |                                                |                                          |
| Sete de Setembro, 2001a | CT     | 3           | 3           |             |              | 3            |                                               |                                                |                                          |
| Sete de Setembro, 2043 | CT     | 3           | 3           |             |              | 3            |                                               |                                                |                                          |
| Sete de Setembro, 2047 | CT     | 3           | 3           |             |              | 3            |                                               |                                                |                                          |
| Sete de Setembro, 2053 (Secretaria de Infância e Juventude)                                                                                        | CT     | 3           | 3           |             |              | 3            |                                               | v.3, c.61                                      |                                          |
| Sete de Setembro, 2057 (Secretaria de Infância e Juventude)                                                                                        | CT     | 3           | 3           |             |              | 3            |                                               | v.3, c.61                                      |                                          |
| Sete de Setembro, 2078 [errata, referido por RF como Praça Coronel Salles, 2073] (Câmara)                                                          | CT     | 2           | 2           |             |              | 2            | Comdephaasc (em tomb.), Condephaat (em tomb.) | v.1, c.17                                      | RF: T5, IP, IT                           |
| Sete de Setembro, 2095 | CT     |             | 3           |             |              | 3            |                                               |                                                |                                          |
| Sete de Setembro, 2101 | CT     |             | 3           |             |              |              |                                               |                                                |                                          |
| Sete de Setembro, 2105 | CT     |             | 3           |             |              |              |                                               |                                                |                                          |
| Sete de Setembro, 2136 | CT     |             | 3           |             |              | 3            |                                               |                                                |                                          |
| Sete de Setembro, 2145 | CT     |             | 3           |             |              |              |                                               |                                                | Outros:; Demolido                        |
| Sete de Setembro, 2149 [errata, cf. 2147] (Auto Escola São Carlos)                                                                                 | CT     |             | 3           |             |              |              |                                               |                                                | Demolido                                 |
| Sete de Setembro, 2151 (Caçula Despachante Policial)                                                                                               | CT     |             | 3           |             |              | 3            |                                               |                                                | Demolido                                 |
| Sete de Setembro, 2159 | CT     | 3           | 3           |             |              | 3            |                                               |                                                | Demolido                                 |
| Sete de Setembro, 2160 | CT     |             | 3           |             |              | 3            |                                               |                                                |                                          |
| Sete de Setembro, 2164 | CT     |             | 3           |             |              | 3            |                                               |                                                |                                          |
| Sete de Setembro, 2169 | CT     |             | 3           |             |              | 3            |                                               |                                                | Demolido                                 |
| Sete de Setembro, 2171 | CT     | 3           | 3           |             |              | 3            |                                               |                                                | Demolido                                 |
| Sete de Setembro, 2174 [atual 2172] | CT     |             | 3           |             |              |              |                                               |                                                |                                          |
| Sete de Setembro, 2179 | CT     |             | 3           |             |              | 3            |                                               |                                                |                                          |
| Sete de Setembro, 2242 | CT     |             | 3           |             |              | 3            |                                               |                                                |                                          |
| Sete de Setembro, 2247 | CT     |             |             |             |              | 3            |                                               |                                                |                                          |
| Sete de Setembro, 2248 | CT     |             | 3           |             |              | 3            |                                               |                                                |                                          |
| Sete de Setembro, 2258 (XM Demolidora) | CT     |             | 3           |             |              | 3            |                                               |                                                |                                          |
| Sete de Setembro, 2262 (Bar Titanic) | CT     |             | 3           |             |              | 3            |                                               |                                                |                                          |
| Sete de Setembro, 2263, 2267 | CT     |             | 3           |             |              | 3            |                                               |                                                |                                          |
| Sete de Setembro, 2272, 2274 | CT     |             | 3           |             |              |              |                                               |                                                |                                          |
| Sete de Setembro, 2277 | CT     |             | 3           |             |              |              |                                               |                                                |                                          |
| Sete de Setembro, 2280 (Escritório Labor) | CT     | 3           | 3           |             |              | 3            |                                               |                                                | BT: 5                                    |
| Sete de Setembro, 2287 | CT     |             | 3           |             |              |              |                                               |                                                |                                          |
| Sete de Setembro, 2302 | CT     |             | 3           |             |              | 3            |                                               |                                                |                                          |
| Sete de Setembro, 2303 | CT     |             | 3           |             |              | 3            |                                               |                                                |                                          |
| Sete de Setembro, 2338 | CT     |             |             |             |              | 3            |                                               |                                                |                                          |
| Sete de Setembro, 2340 (Residência Gennaro Giuseppe Pellegrino)                                                                                    | CT     |             |             |             |              |              |                                               |                                                | BT: 2; Demolida                          |
| Sete de Setembro, 2349, 2351 | CT     |             |             |             |              | 5            |                                               |                                                |                                          |
| Sete de Setembro, 2363 | CT     |             | 3           |             |              | 3            |                                               |                                                |                                          |
| Sete de Setembro, 2364 | CT     |             |             |             |              | 5            |                                               |                                                |                                          |
| Sete de Setembro, 2365, 2371 | CT     |             | 3           |             |              | 3            |                                               |                                                |                                          |
| Sete de Setembro, 2377 | CT     |             |             |             |              | 5            |                                               |                                                |                                          |
| Sete de Setembro, 2410 | CT     |             | 3           |             |              | 3            |                                               |                                                |                                          |
| Sete de Setembro, 2411 (Procon, CEFA) | CT     |             | 3           |             |              | 3            |                                               |                                                |                                          |
| Sete de Setembro, 2441 (Bar Opini) | CT     |             | 3           |             |              |              |                                               |                                                |                                          |
| Sete de Setembro, 2442 | CT     |             | 3           |             |              | 3            |                                               |                                                |                                          |
| Sete de Setembro, 2447, 2455 | CT     |             |             |             |              | 5            |                                               |                                                |                                          |
| Sete de Setembro, 2464 | CT     | 3           | 3           |             |              | 3            |                                               |                                                |                                          |
| Sete de Setembro, 2581 | CT     |             |             |             |              | 5            |                                               |                                                |                                          |
| Soares Brandão, s/n (Casa de dona Aparecida) | VPZ    |             |             |             |              |              |                                               |                                                | CS, p. 106, 126-7                        |
| Soares Brandão, s/n (Casa de dona Desolina) | VPZ    |             |             |             |              |              |                                               |                                                | CS, p. 98, 106-7, 124-5                  |
| Soares Brandão, s/n, beco (Casa de dona Sônia) | VPZ    |             |             |             |              |              |                                               |                                                | CS, p. 107, 120-1                        |
| Treze de Maio, 1394 | CT     |             |             |             |              | 5            |                                               |                                                | BT: 5                                    |
| Treze de Maio, 1499, 1507 | CT     |             |             |             |              |              |                                               |                                                | BT: 5; Descaracterizado                  |
| Treze de Maio, 1567, 1569 | CT     |             |             |             |              |              |                                               |                                                | BT: 5; Demolidos                         |
| Treze de Maio, 1702 | CT     | 3           | 3           |             |              | 3            |                                               |                                                | BT: 3                                    |
| Treze de Maio, 1741 | CT     |             |             |             |              | 5            |                                               |                                                |                                          |
| Treze de Maio, 1791 | CT     | 3           | 3           |             |              |              |                                               |                                                |                                          |
| Treze de Maio, 1816, 1830 | CT     |             |             |             |              | 5            |                                               |                                                |                                          |
| Treze de Maio, 1845 | CT     |             |             |             |              |              |                                               |                                                | Outros:; Descaracterizado                |
| Treze de Maio, 1902 (Escritórios, antiga ORGAEC)                                                                                                   | CT     |             | 3           |             |              | 3            |                                               |                                                | RF: T10, IP; BT: 3                       |
| Treze de Maio, 1914, 1922 (Residência Salles) | CT     |             |             |             |              |              |                                               |                                                | RF: T10, IP, IT; Demolido                |
| Treze de Maio, 1935 [possível errata] | CT     | 3           | 3           | R           |              |              |                                               |                                                |                                          |
| Treze de Maio, 1946 (Cartório) | CT     |             | 3           |             |              | 3            |                                               |                                                |                                          |
| Treze de Maio, 2000 (Casa da Cultura) | CT     | 3           | 3           |             |              | 3            |                                               | v.2, c.34                                      |                                          |
| Treze de Maio, 2026 | CT     |             | 3           |             |              | 3            |                                               |                                                |                                          |
| Treze de Maio, 2056 (Palacete Bento Carlos) | CT     | 2           | 2           |             |              | 2            | Comdephaasc (em tomb.), Condephaat (em tomb.) | v.1, c.7                                       | RF: T5, IP, IT; BT: 1                    |
| Treze de Maio, 2102 (Centro Integrado de Turismo)                                                                                                  | CT     | 3           | 3           |             |              | 3            |                                               | v.1, c.8                                       | RF: T10, IP; BT: 3                       |
| Treze de Maio, 2148 (Residência Maffei) | CT     | 3           | 3           |             |              | 3            |                                               |                                                | RF: T11; BT: 5                           |
| Treze de Maio, 2161 | CT     |             |             |             |              | 5            |                                               |                                                |                                          |
| Treze de Maio, 2164 | CT     |             |             |             |              |              |                                               |                                                | RF: T10; Demolido                        |
| Treze de Maio, 2167 | CT     |             |             |             |              | 5            |                                               |                                                |                                          |
| Treze de Maio, 2171 (Residência Serafim Vieira de Almeida)                                                                                         | CT     | 3           | 3           |             |              | 3            |                                               | v.2, c.38                                      | RF: T5, IP; BT: 1                        |
| Treze de Maio, 2180 | CT     |             |             |             |              |              |                                               |                                                | RF: T8 Demolido                          |
| Treze de Maio, 2207 | CT     |             |             |             |              |              |                                               |                                                | Outros:                                  |
| Treze de Maio, 2272 (Pensionato das Irmãs de Jesus Crucificado)                                                                                    | CT     | 3           | 3           |             |              | 3            |                                               | v.1, c.10                                      | RF: T10                                  |
| Treze de Maio, 2319 (Vicentinos, Palacete Visconde da Cunha Bueno)                                                                                 | CT     | 3           | 3           |             |              | 2, 3         | Comdephaasc (em tomb.), Condephaat (em tomb.) | v.1, c.11                                      | RF: T5, IP; BT: 1                        |
| Treze de Maio, 2332, 2334, 2362, 2430 | CT     |             |             |             |              | 5            |                                               |                                                |                                          |
| Vinte e Oito de Setembro, 1760, 1970 | CT     |             |             |             |              | 5            |                                               |                                                |                                          |
| Vinte e Oito de Setembro, 2051 (Le Pinguê) | CT     |             |             |             |              |              |                                               |                                                | RF: T8                                   |
| Vinte e Oito de Setembro, 2136 | CT     | 3           | 3           |             |              | 3            |                                               |                                                |                                          |
| Vinte e Quatro de Maio, 10 (ECT, Serraria Giongo)                                                                                                  | CT     |             |             |             | 3            | 3            |                                               | v.1, c.4                                       |                                          |
| Visconde de Inhaúma, 8, 20, 22, 34, 36 | CT     |             |             |             |              |              |                                               |                                                | Outros:                                  |
| Visconde de Inhaúma, 86 (Loja de tintas) | CT     |             |             |             |              |              |                                               |                                                | Outros:                                  |
| Visconde de Inhaúma, 304 (Jaú Serve, Serraria Santa Rosa)                                                                                          | CT     |             |             |             |              |              |                                               |                                                | Outros: Demolido                         |
| Visconde de Inhaúma, 1148, 1264 | CT     |             |             |             |              | 5            |                                               |                                                |                                          |
| Visconde de Inhaúma, 1344 (Residência Castro Lima)                                                                                                 | CT     | 3           | 3           |             |              | 3            |                                               | v.3, c.52                                      |                                          |
| Visconde de Inhaúma, 1350 | CT     |             |             |             | 3            | 3            |                                               |                                                |                                          |
| ZONA RURAL |        |             |             |             |              |              |                                               |                                                |                                          |
| Capela de Aparecida da Babilônia (SP-215, Rod. Luís A. de Oliveira, km 136)                                                                        |        |             |             |             |              |              | Comdephaasc (em tomb.)                        | v.3, c.63                                      | MS, p. 152; AITHCE                       |
| EF Visconde do Rio Claro (Linha-tronco, km 187,320)                                                                                                |        |             |             |             |              |              |                                               |                                                | GS                                       |
| EF Conde do Pinhal (Linha-tronco, km 195,325) |        |             |             |             |              |              |                                               |                                                | GS                                       |
| EF Hipódromo (Linha-tronco, km 204,927) |        |             |             |             |              |              |                                               |                                                | GS                                       |
| EF São Carlos (Linha-tronco, km 206,308) |        | 2           | 2           |             |              | 2            | Comdephaasc (2016), Condephaat (em tomb.)     | v.1, c.1                                       | GS                                       |
| EF Retiro (Linha-tronco, km 211,676) |        |             |             |             |              |              |                                               |                                                | GS; Demolida                             |
| EF Babilônia (Ramal de Água Vermelha, km 18,619)                                                                                                   |        |             |             |             |              |              |                                               |                                                | GS                                       |
| EF Floresta (Ramal de Água Vermelha, km 22,212) |        |             |             |             |              |              |                                               |                                                | GS                                       |
| EF Canchim (Ramal de Água Vermelha, km 25,252) |        |             |             |             |              |              |                                               |                                                | GS; Demolida                             |
| EF Capão Preto (Ramal de Água Vermelha, km 29,805)                                                                                                 |        |             |             |             |              |              |                                               |                                                | GS; Demolida                             |
| EF Água Vermelha (Ramal de Água Vermelha, km 39,107)                                                                                               |        |             |             |             |              |              |                                               |                                                | GS; Demolida                             |
| EF Araraí (Ramal de Água Vermelha, km 50,360) |        |             |             |             |              |              |                                               |                                                | GS                                       |
| EF Alfredo Ellis (Ramal de Água Vermelha, km 54,729)                                                                                               |        |             |             |             |              |              |                                               |                                                | GS                                       |
| EF Santa Eudóxia (Ramal de Água Vermelha, km 62,976)                                                                                               |        |             |             |             |              |              |                                               |                                                | GS                                       |
| EF Angico (Ramal de Ribeirão Bonito, km 8,101) |        |             |             |             |              |              |                                               |                                                | GS; Demolida                             |
| EF Monjolinho (Ramal de Ribeirão Bonito, km 13,044)                                                                                                |        |             |             |             |              |              |                                               |                                                | GS                                       |
| EF Jacaré (Ramal de Ribeirão Bonito, km 23,313) |        |             |             |             |              |              |                                               |                                                | GS; Demolida                             |
| EF Santo Ignacio (Ramal de Ribeirão Bonito, km 29,238)                                                                                             |        |             |             |             |              |              |                                               |                                                | GS                                       |
| Fazenda Argentina |        |             |             |             |              |              |                                               |                                                | AITHCE                                   |
| Fazenda Balbina |        |             |             |             |              |              |                                               |                                                | BN 2003                                  |
| Fazenda Barra Mansa |        |             |             |             |              |              |                                               |                                                | BN 2003                                  |
| Fazenda Bela Vista |        |             |             |             |              |              |                                               |                                                | BN 2008                                  |
| Fazenda Botafogo |        |             |             |             |              |              |                                               |                                                | AITHCE                                   |
| Fazenda Cachoeira Santa Clara |        |             |             |             |              |              |                                               |                                                | AITHCE                                   |
| Fazenda Canchim |        |             |             |             |              |              |                                               |                                                | Outros:                                  |
| Fazenda Chile |        |             |             |             |              |              |                                               |                                                | BN 2008                                  |
| Fazenda Conceição |        |             |             |             |              |              |                                               |                                                | BN 2003; BN 2008; AITHCE                 |
| Fazenda Copacabana |        |             |             |             |              |              |                                               |                                                | BN 2003                                  |
| Fazenda Engenho Novo |        |             |             |             |              |              |                                               |                                                | BN 2003; BN 2008; AITHCE                 |
| Fazenda Engenho Velho |        |             |             |             |              |              |                                               |                                                | BN 2008                                  |
| Fazenda Felicissima |        |             |             |             |              |              |                                               |                                                | BN 2003                                  |
| Fazenda Figueira Branca |        |             |             |             |              |              |                                               |                                                | AITHCE                                   |
| Fazenda Floresta |        |             |             |             |              |              |                                               |                                                | BN 2003; AITHCE; Outros:                 |
| Fazenda Itaguassu |        |             |             |             |              |              |                                               |                                                | BN 2008; AITHCE                          |
| Fazenda Itapiru |        |             |             |             |              |              |                                               |                                                | BN 2003; BN 2008; AITHCE                 |
| Fazenda Horta |        |             |             |             |              |              |                                               |                                                | BN 2003                                  |
| Fazenda Jacutinga |        |             |             |             |              |              |                                               |                                                | BN 2003; AITHCE                          |
| Fazenda Monte Alto |        |             |             |             |              |              |                                               |                                                | AITHCE                                   |
| Fazenda Montes Claros |        |             |             |             |              |              |                                               |                                                | BN 2003                                  |
| Fazenda Palmeiras |        |             |             |             |              |              |                                               |                                                | BN 2008; AITHCE                          |
| Fazenda Palmital |        |             |             |             |              |              |                                               |                                                | BN 2008                                  |
| Fazenda Paraguay |        |             |             |             |              |              |                                               |                                                | BN 2003; AITHCE                          |
| Fazenda Paraíso |        |             |             |             |              |              |                                               |                                                | BN 2003; AITHCE                          |
| Fazenda Pinhal (SPA-149, Estrada do Broa, km 4,5)                                                                                                  |        |             |             |             |              |              | Condephaat (1981), Iphan (1987)               | v.2, c.49 v.4, c.91                            | BN 2003; BN 2008; AITHCE                 |
| Fazenda Santa Barbara |        |             |             |             |              |              |                                               |                                                | AITHCE                                   |
| Fazenda Santa Cândida do Visconde |        |             |             |             |              |              |                                               |                                                | AITHCE                                   |
| Fazenda Santa Cruz do Paraíso |        |             |             |             |              |              |                                               |                                                | BN 2003                                  |
| Fazenda Santa Eudóxia (Estrada Abel Terrugi, km 17/18)                                                                                             |        |             |             |             |              |              | Comdephaasc (em tomb.)                        | v.3, c.67                                      | BN 2003; BN 2008; AITHCE                 |
| Fazenda Santa Francisca do Lobo / Solar de Botelha / Museu de Peças Agrícolas                                                                      |        |             |             |             |              |              |                                               |                                                | Outros:                                  |
| Fazenda Santa Maria (Bento Carlos) |        |             |             |             |              |              |                                               |                                                | AITHCE                                   |
| Fazenda Santa Maria da Babilônia |        |             |             |             |              |              |                                               |                                                | BN 2003; AITHCE Outros:                  |
| Fazenda Santa Maria do Engenho Novo |        |             |             |             |              |              |                                               |                                                | AITHCE                                   |
| Fazenda Santa Maria do Lobo |        |             |             |             |              |              |                                               |                                                | BN 2008                                  |
| Fazenda Santa Maria do Monjolinho (SP-215, Rod. Luís A. de Oliveira, km 158)                                                                       |        |             |             |             |              |              | Condephaat (2016), Comdephaasc (em tomb.)     | v.2, c.48                                      | BN 2003; BN 2008                         |
| Fazenda Santana |        |             |             |             |              |              |                                               |                                                | BN 2008; AITHCE                          |
| Fazenda Santo Antonio |        |             |             |             |              |              |                                               |                                                | BN 2003; AITHCE                          |
| Fazenda São Joaquim (SPA-149, Estrada do Broa, km 6)                                                                                               |        |             |             |             |              |              |                                               | v.4, c.78                                      | BN 2003; AITHCE                          |
| Fazenda São José |        |             |             |             |              |              |                                               |                                                | BN 2003; AITHCE                          |
| Fazenda São Luiz, antiga Niágara |        |             |             |             |              |              |                                               |                                                | BN 2008                                  |
| Fazenda São Roberto |        |             |             |             |              |              |                                               |                                                | Outros:                                  |
| Parque Ecológico/PESC (SCA-010, Estrada Guilherme Scatena, km 2)                                                                                   |        |             |             |             |              |              |                                               | v.4, c.87                                      |                                          |
| Sítio Varginha |        |             |             |             |              |              |                                               |                                                | BN 2003                                  |
| UHE Capão Preto (SCA-010, Estrada Guilherme Scatena, km 38)                                                                                        |        |             |             |             |              |              |                                               |                                                | Outros:                                  |
| UHE Monjolinho (Estrada Municipal São Carlos-Ibaté, km 7)                                                                                          |        |             |             |             |              |              |                                               |                                                | Outros:                                  |
| UHE Santana (SP-215, km 169) |        |             |             |             |              |              |                                               |                                                | Outros:                                  |
| DISTRITO DE ÁGUA VERMELHA |        |             |             |             |              |              |                                               |                                                |                                          |
| Bela Cintra, 77 (Armazém Cultura) |        |             |             |             |              |              |                                               | v.4, c.79                                      |                                          |
| DISTRITO DE SANTA EUDÓXIA |        |             |             |             |              |              |                                               |                                                |                                          |
| Coronel Joaquim Cintra, s/n (Casa Amarela) |        |             |             |             |              |              |                                               | v.4, c.81                                      |                                          |
| Rui Barbosa, s/n (Museu de Pedra) |        |             |             |             |              |              |                                               | v.4, c.80                                      |                                          |

## Observações
1. ↑  Notas gerais:
  - Os nomes das ruas são apresentados com seus complementos (ex., Dona, Dr.), mas não com o tipo (ex., Avenida, Rua), segundo o uso da FPMSC;
  - Quando disponível a informação sobre, os proprietários ou usuários mais recentes de cada imóvel são apresentados, os mais recentes antes dos antigos;
  - Parte dos antigos proprietários dos imóveis urbanos listados pode ser encontrada no último almanaque de São Carlos (ALMANACK..., 1928) ou no antigo Cadastro imobiliário (SÃO CARLOS, 1940), lembrando-se que as numerações das casas mudaram nos anos 1950 (BRAGA, 2017); os proprietários das fazendas podem ser encontrados no quarto almanaque (ALMANACH-ALBUM..., 1916); biografias podem ser consultadas no livro Caminhos do tempo (DAMIANO, 2007);
  - Algumas ruas centrais mudaram de nome ao longo do tempo (cf. NEVES, s.d., pp. 2, 5-7, 24-25, 249; GOMES, 2008; SÃO CARLOS, 2016d). A seguir, a data de criação e as variantes de nomes:
    - Longitudinais (Oeste a Leste):
      - Rua Barão do Amazonas (1881), Vinte e Quatro de Maio
      - Rua Visconde de Inhaúma (1881)
      - Rua Riachuelo (1881)
      - Rua Aquidaban (1881)
      - Rua José Bonifácio (1881)
      - Rua Uruguayana, Rua João Pessoa, Rua Nove de Julho
      - Rua de Santo Inácio (1866), Rua do Carvalho, Rua Episcopal
      - Rua do Comércio (1866), Rua de São Carlos, Rua João Pessoa (1930), Av. São Carlos
      - Rua do Jatahy [Jataí] (1866), Rua Dona Alexandrina (1887)
      - Rua São Joaquim
      - Rua da Palma, Rua Dom Pedro II (1920)
      - Rua do Bethlém, Rua Ruy Barbosa (1923)

    - Transversais (Norte a Sul):
      - Rua do Lazareto, Rua Orlando Damiano (1938)
      - Rua Tiradentes (1891)
      - Rua do Monjolinho (1887), Rua Vinte e Oito de Setembro (1891)
      - Rua da Boa Vista (1887), Rua Américo Brasiliense (1891), Av. Dr. Carlos Botelho (1906)
      - Rua da Raia (1887), Rua Quinze de Novembro (1891)
      - Rua São Sebastião (pós-1876)
      - Rua da Babylonia (1887), Rua Padre Teixeira (1921)
      - Rua Dois de Dezembro (1887), Rua Marechal Deodoro (1891), Rua General Deodoro
      - Rua Sete de Setembro (pós-1868)
      - Rua Municipal (pós-1868), Rua Major José Inácio
      - Rua de São Bento (pós-1868), Rua Barão do Pinhal (1883), Rua Visconde do Pinhal, Rua Conde do Pinhal
      - Rua do Riachuelo (1866), Rua da Mata (nome popular), Rua Treze de Maio (1888)
      - Rua do Itaquy [Itaqui] (1866), Rua Jesuíno de Arruda (1887)
      - Rua do Mercado (c. 1901), Rua Geminiano Costa (1926)
      - Rua do Paysandu (1866), Rua General Osório
      - Rua Victória, Rua Bento Carlos

    - Outras:
      - Picadão de Cuiabá (norte), estrada Boiadeira (norte), Rua Miguel Petroni
      - Estrada da Babilônia (leste), Av. Capitão Luiz Brandão [?]
      - Estrada dos Camargo (oeste), Av. José Pereira Lopes [?]
      - Av. Prado (oeste), Av. Dr. Teixeira de Barros
      - Picadão de Cuiabá (sul), Rua Raimundo Correa
      - Estrada Boiadeira (sul), Rua José Augusto de Oliveira Salles
      - Estrada do Arruda (sul), Rua Leopoldo Prado

  - Abreviações usadas:
    - cf., conferir;
    - errata, erro na publicação;
    - n.c., não consta.
2. ↑  Os bairros são considerados em sentido amplo (ver mapa em COSTA, 2015, p. 41): 
  - CT, Centro
  - VI, Vila Isabel
  - VN, Vila Nery
  - VPD, Vila Prado
  - VPZ, Vila Pureza
3. ↑  IDIH, listas dos "imóveis de interesse histórico" da prefeitura (SÃO CARLOS, 2005; 2010; 2012; 2016a; 2016b), categorizados em:
  - Categoria 1, edifícios tombados;
  - Categoria 2, edifícios em processo de tombamento;
  - Categoria 3, edifícios declarados de interesse histórico e cultural;
  - Categoria 4, conjuntos;
  - Categoria 5, imóveis de interesse histórico bem preservados;
  - R, retirados das listas após revisões.
4. ↑  Legendas:
  - AITHCE, "áreas de interesse turístico, histórico, cultural e ecológico" do Plano Diretor (2016);
  - BN, citado nos estudos de BENINCASA (2003, 2008);
  - BT, imóvel citado no levantamento de BORTOLUCCI (1991), a qual categorizou os imóves estudados em:
    - 1, Moradias antigas da elite cafeeira, dos anos 1880 ao início do século XX;
    - 2, Moradia popular – antes e depois da ferrovia;
    - 3, Moradias da classe média, do início do século XX até a Primeira Guerra;
    - 4, Moradias do período pós-Primeira Guerra Mundial;
    - 5, Outros imóveis, citados esporadicamente;

  - CS, imóvel citado nos levantamento de COSTA (2015), sobre residências populares históricas em espaços negros no meio urbano;
  - GS, citado no trabalho de GIESBRECHT (s.d.);
  - MS, imóvel citado no levantamento de MASCARO (2008), sobre imóveis neocoloniais; [Nota: o estudo de MS possui também muitas plantas de projetos que não foram, necessariamente, executados.]
  - RF, imóvel citado no levantamento de ROCHA FILHO (1982, 2005), o qual categorizou os imóveis em vários tipos:
    - T1, casa térrea, de porta e janela
    - T2, casa térrea, de meia morada
    - T3, casa térrea, de morada inteira
    - T4, casa térrea, para comércio
    - T5, casa de sobrado, com residência em cima
    - T6, casa de porão, de porta e janela (não registrado no estudo);
    - T7, casa de porão, de meia morada
    - T8, casa de porão, de morada inteira
    - T9, casa de sobrado, com porão (não registrado no estudo);
    - T10, casa de porão, com entrada lateral
    - T11, casa isolada, em meio a jardins;
    - T12, casas construídas depois de 1950 (não registrado no estudo);
    - IP, imóveis indicados para serem inventariados prioritariamente
    - IT, imóveis indicados para estudos para fins de tombamento;

  - Outros, referências esporádicas restantes.
  - Informações sobre o estado de conservação (ex., demolido, descaracterizado, abandonado) são inseridas, quando necessário.
5. ↑  Antigo Aquidaban, 2 (SÃO CARLOS, 1940, p. 151), atual Aquidaban 1 (Onovolab).
6. ↑  Possíveis números antigos ou errados. Baseado em SÃO CARLOS (1940, p. 151), MASCARO (2008, p. 562) e D.O.S.C. (17/11/2015, p. 28) o número 20 é algum imóvel antes do atual Aquidaban 76 (antigo 24/26); número 32 equivale ao atual Aquidaban 118; e 52 é o imóvel ao lado do atual Aquidaban, 274 (antigo 54).
7. ↑  Possível número antigo (Bento Carlos, 10-A, atual 230: Residência Lobbe - cf. D.O.S.P., 19/05/1946, p. 115 e SÃO CARLOS, 1940, p. 146), ou número errado (na antiga Rua da Victoria, 1, atual Rua Bento Carlos, 11 ou 61, Gaspar Berrance possuía um depósito e oficina - cf. O popular, 1892, n. 156) ou nome errado da rua (Praça Antônio Prado, 10, parte noroeste da antiga Rodoviária dos anos 1940).
8. ↑  Antigo 2. Variações: referido como "Praça Antonio Prado, 2", de Dornfeld, Gal & Cia. (Correio Paulistano, 1938, ed. 25244, p. 37) ou "Bento Carlos, 2", de Hugo Dornfeld (SÃO CARLOS, 1940, p. 146).
9. 1 2 3  Não existe o número.
10. ↑  BORTOLUCCI, 1991: "uma das mais antigas construções, em taipa".
11. ↑  O antigo prédio da Banca Francese e Italiana, referido por NEVES, s.d., p. 167, foi demolido, porém, a lista de IDIH de 2016 inclui o imóvel do atual Santander como categoria 5.
12. ↑  RF categorizou este imóvel como T3, no entanto, trata-se de um sobrado.
13. ↑  Inclui o imóvel da R. Visconde de Inhaúma, 35.
14. 1 2  Entre a Estação e a rua Santa Cruz, os imóveis 8, 20, 22, 34, 36 (ver mapa de 2017) aparentam pertencer à Santa Cruz, no entanto, seguem de fato a numeração da Visconde de Inhaúma.
15. ↑  Nas listas de IDIH, é referido como "R. Santa Cruz, 86". O estabelecimento refere-se a si como "Praça Antônio Prado, 86". No entanto, a numeração usada no trecho segue o padrão da R. Visconde de Inhaúma.
16. 1 2  Os itens localizados fora dos núcleos urbanos dos dois distritos estão elencados na seção "Zona Rural".